# 王立ザクセン邦有鉄道IV K型蒸気機関車

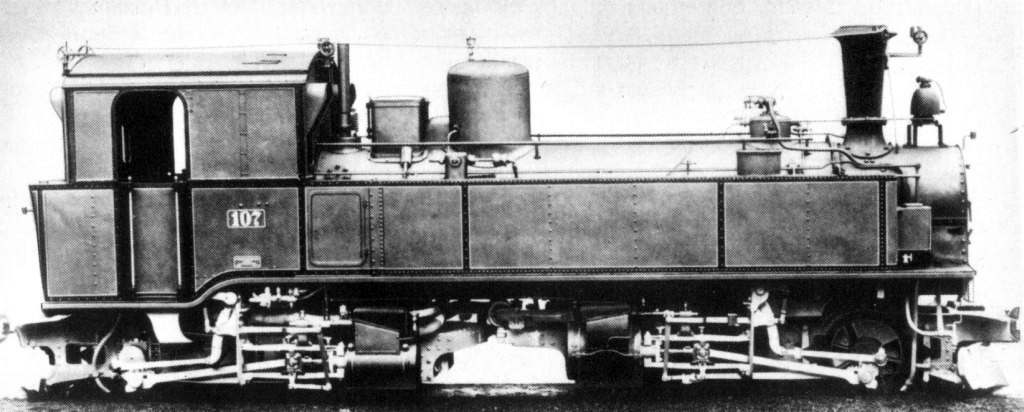
IV K型の工場完成写真、ザクセン機械工場、1892年

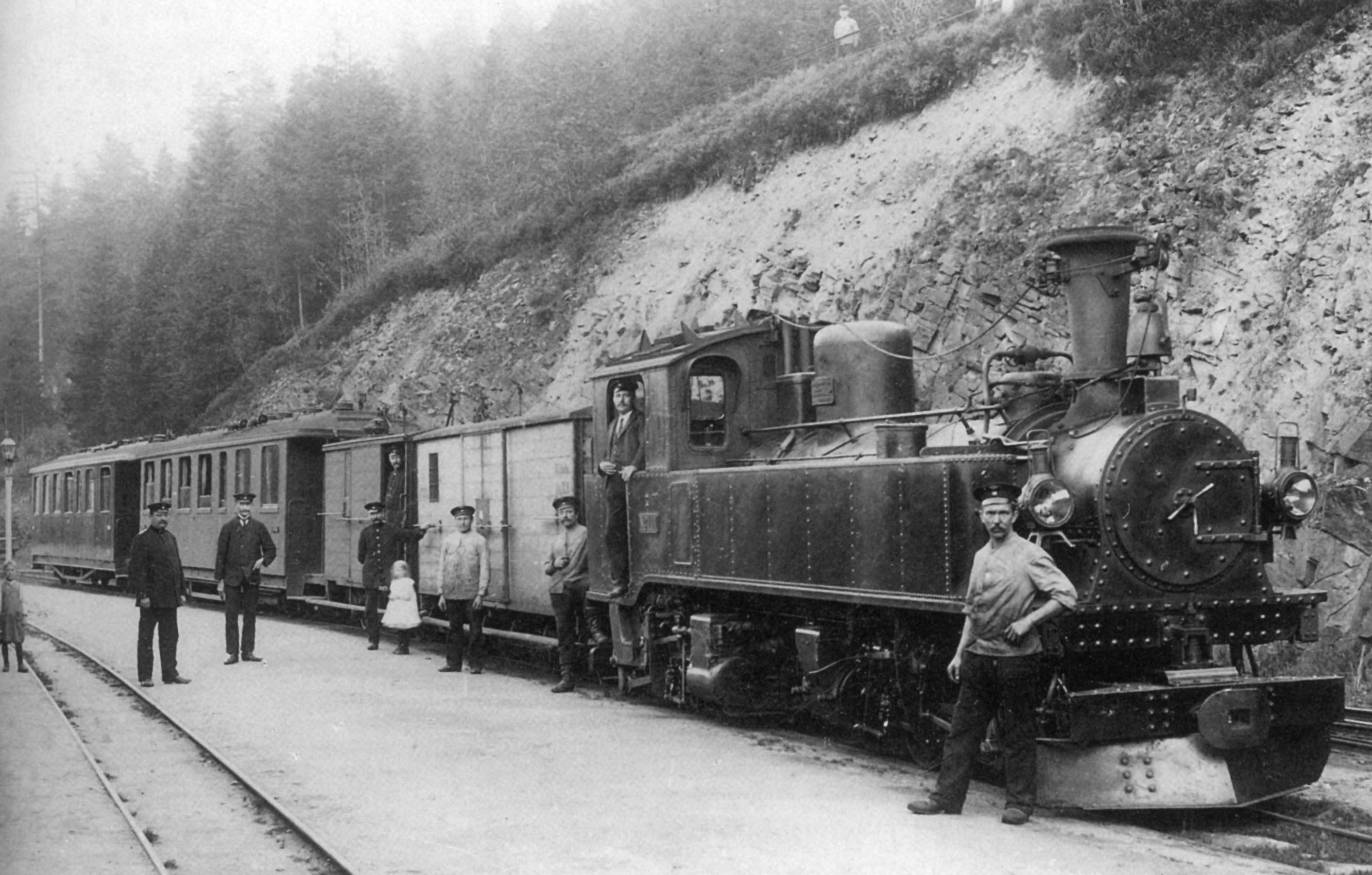
ヴァイセリッツタール鉄道で混合列車を牽引するIV K型109号機、ヴァイスリッツ駅、1909年

王立ザクセン邦有鉄道IV K型蒸気機関車（おうりつザクセンほうゆうてつどうIV Kがたじょうききかんしゃ）は、現在ではドイツの一部となっているザクセン王国の王立ザクセン邦有鉄道（Königlich Sächsische Staatseisenbahnen（K.Sächs.Sts.E.B.））およびその後身の鉄道で使用されたメイヤー式蒸気機関車である。

## 概要

### 導入の経緯
現在のドイツ東部にあり、ポーランドと国境を接するザクセン州と同様の領域を有していたザクセン王国では1839年以降に最初の鉄道が開通し、1847年に王立ザクセン-バイエルン邦有鉄道管理局が設立されており、これがその後の変遷を経て1869年に王立ザクセン邦有鉄道となっていた。そして1870年代頃には邦有鉄道のほか多くの標準軌の私鉄路線が建設されていたが、1873年恐慌の影響による私鉄各社の経営難に応じて邦有鉄道が1876年以降それらの私鉄を買収しており、その経済的負担により新規路線の建設はほとんどされなくなっていた。そのため、1878年7月1日に施行された「低重要度路線規則」に拠る”2級路線”が設定されたが、それでも地方交通網の整備は進捗しなかった。
こういった状況の中、エルツ山地西部の街であるキルヒベルクからヴィルカウ＝ハスラウまでの鉄道建設も資金面の理由により難航していたため、1876-77年のザクセン邦議会において邦政府から建設コスト・運用コストの両面で有利とされる狭軌での建設が提案され、その後数年に渡る議論の結果、1880年3月2日の邦議会でザクセン王国最初の狭軌（750 mm軌間）路線としてヴィルカウ＝ハスラウ - キルヒベルク - ウパースドルフ間の建設が承認され、1881年10月17日にそのうちのヴィルカウ＝ハスラウ - キルヒベルク間が開通している。これ以降、王立ザクセン邦有鉄道鉄道では地方路線の建設においては狭軌を優先的に採用し、併せて狭軌路線用の機材の標準化を進めることでコストを最低限に抑制したものの、経営状況が良好であった路線はごく一部のみであったが、ザクセン邦政府は農林業や鉱工業・観光などの地域産業の発展に対する狭軌鉄道の重要性を鑑みて資金投入を継続し、路線網拡張と機材の調達を進めた。その結果、1896年末には王立ザクセン邦有鉄道の総営業距離2865.98 kmのうち327.42 km（約11 %）、1903年末には3148.34 kmのうち422.25km（約13 %）を750 mm軌間を主とする狭軌路線が占めるに至り、その整備は1923年11月10日のガイジング - アルテンベルク間の開業をもって一旦完了し、30路線、そのうちの多くを占める750 mm軌間の路線は561 kmという路線網となっている。なお、この間、1918年11月13日のザクセン王フリードリヒ・アウグスト3世の退位に伴い王立ザクセン邦有鉄道はザクセン邦有鉄道となり、さらに、1919年8月11日に採択されたワイマール憲法に基づき、オルデンブルク大公国邦有鉄道、バイエルン邦有鉄道、プロイセン邦有鉄道、ザクセン邦有鉄道、ヴュルテンベルク邦有鉄道、バーデン大公国邦有鉄道、メクレンブルク邦有鉄道が帝国へ譲渡されてドイツ国営鉄道に統合され、旧ザクセン邦有鉄道の狭軌路線はドレスデン鉄道局の管理となった。
王立ザクセン邦有鉄道の狭軌路線に最初に導入された機体は、1881-92年にザクセン機械工場で44機製造されたI K型で、この機体は車軸配置を固定軸距1800 mmのCとして最急曲線半径40 mに対応することを可能とした機体であった。I K型は急曲線での軌道への横圧が高く、タイヤの摩耗も早かったほか、脱線が多発していたため、前者に関しては一部の機体の先頭軸にクリン＝リントナー式の輪軸転向機構を追加し、後者に関しては先頭軸に軸重を付加することで、それぞれ対策としていた。一方で、初期に開業した路線の多くが後の支線区間であったこともあってI K型でも性能的に十分であったが、その後の輸送量増加や輸送量の多い路線の開業に伴い、1890年以降に車輪の破損が増加するなど過負荷による不具合が増加したため、路線網の拡充に伴い想定される要求性能には満たないと判断された。そこで、牽引力が高く、かつ急曲線に対応した新型の機体の導入を図ることとなり、1885年にイギリスのホーソン・レスリー製のフェアリー式機関車2機を購入してII K(alt)型としたが、重量や運用・保守面の問題から量産には至らなかった。さらに、1889-91年には、クラウスが現在のボスニア・ヘルツェゴビナにあった二重帝国ボスナ鉄道およびその後身であるボスニア・ヘルツェゴビナ国有鉄道向けに製造したIIIa4形をベースとしたIII K型6機を導入した。この機体は車軸配置C1'で片持式テンダーと第1・第3動輪にクローゼ式輪軸操舵機構を装備したもので、この方式はボスニア・ヘルツェゴビナ国有鉄道が約90機を導入して1970年代まで使用した方式であり、III K型の曲線通過性能も良好であったが、構造が複雑で性能的にも将来的な輸送量の増加にも対応できない見込みであったため、本形式も量産には至らなかった。
1891年時点の王立ザクセン邦有鉄道の750 mm軌間の路線は15路線・288 kmが営業中、5路線・80 kmが建設中で、さらに多くの路線の建設が要請されている状況であり、I K型39機とII K(alt)型、III K形型6機、元建設用のVII TK型1機など計48機により運行される列車の60％以上が混合列車であった一方で、輸送量の多い路線では貨物列車も運行されていた。その後に導入された機体も含め、王立ザクセン邦有鉄道およびその後身であるドイツ国営鉄道ドレスデン鉄道局管内の狭軌路線で使用された蒸気機関車は以下の通りとなっている。
| 形式                                      | 形式                          | 製造        | 製造   | 概要    | 概要                 | 概要     | 概要          | 備考                              |
| 王立ザクセン邦有鉄道 （1900年称号改正後） | ドイツ国有鉄道 ドイツ国営鉄道 | 製造年      | 製造数 | 軌間    | 方式                 | 車軸配置 | 運転整備重量  | 備考                              |
| ----------------------------------------- | ----------------------------- | ----------- | ------ | ------- | -------------------- | -------- | ------------- | --------------------------------- |
| VII TK                                    | -                             | 1872年      | 1      | 750 mm  | -                    | B        | 10.3 t        | 建設工事用                        |
| I K                                       | 9975                          | 1881-92年   | 44     | 750 mm  | -                    | C        | 15.3 -16.8 t  | このほか2008年にレプリカ1機を導入 |
| II K(alt)                                 | -                             | 1885年      | 2      | 750 mm  | フェアリー式         | B'B'     | 28.9 t        |                                   |
| III K                                     | 9975                          | 1889-91年   | 6      | 750 mm  | クローゼ式           | C1       | 24.7 - 26.3 t |                                   |
| IV K                                      | 9951-60                       | 1892-1921年 | 96     | 750 mm  | メイヤー式           | B'B'     | 26.8 - 29.3 t |                                   |
| V K                                       | 9961                          | 1901-07年   | 9      | 750 mm  | クリン＝リントナー式 | D        | 26.8 - 29.3 t |                                   |
| I M                                       | 9916                          | 1902年      | 3      | 1000 mm | フェアリー式         | B'B'     | 41.8 t        | スチームトラム                    |
| II K(neu)                                 | 9975                          | （1913年）  | 2      | 750 mm  | 双合式               | C-C      |               | I K型を双合式に改造               |
| VI K                                      | 9964-65                       | 1918-19年   | 15     | 750 mm  | ゲルスドルフ式       | E        | 40.4 t        |                                   |
| -                                         | 9967-71                       | 1923-27年   | 47     | 750 mm  | ゲルスドルフ式       | E        | 42.3 t        | VI K型の増備型                    |
| -                                         | 9973-76                       | 1928-33年   | 32     | 750 mm  | ゲルスドルフ式       | 1'E1'    | 56.7 t        |                                   |
| -                                         | 9977-79                       | 1952-56年   | 26     | 750 mm  | ゲルスドルフ式       | 1'E1'    | 55.0 t        | 9973-76形の増備型                 |
| 1. 2. 3. 4. 5.                            |                               |             |        |         |                      |          |               |                                   |

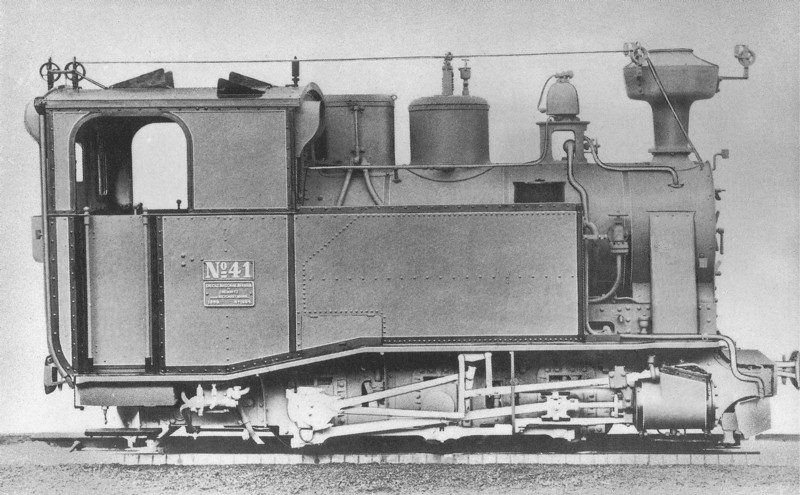
I K型、メーカー完成写真、1892年
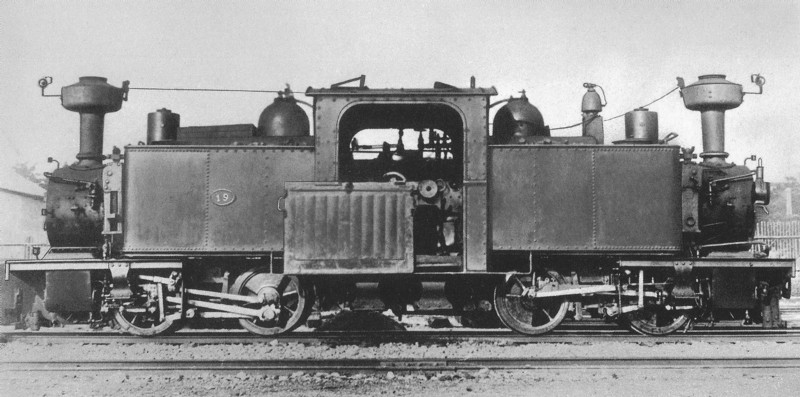
フェアリー式のII K(alt)型、1900年頃
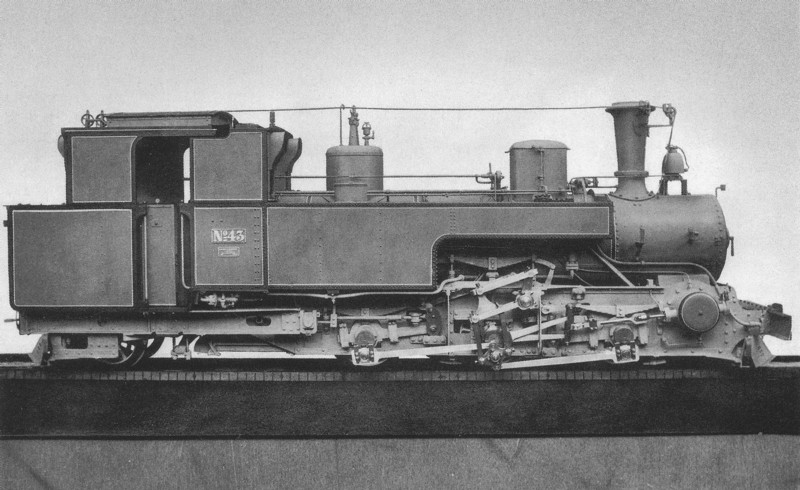
クローゼ式のIII K型、メーカー完成写真、1891年
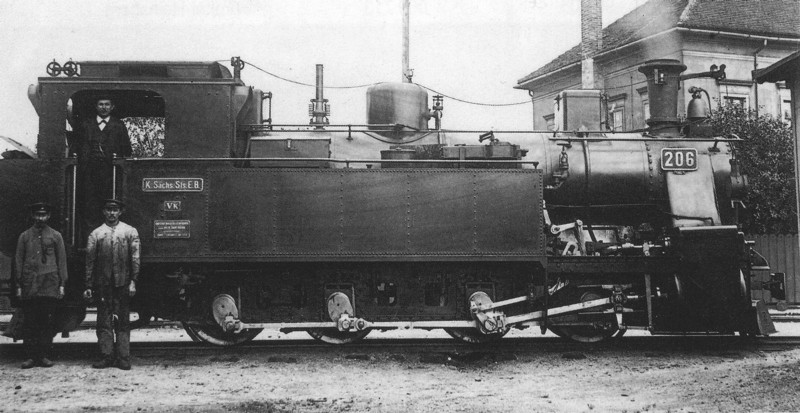
クリン＝リントナー式のV K型、メーカー写真、1905年頃
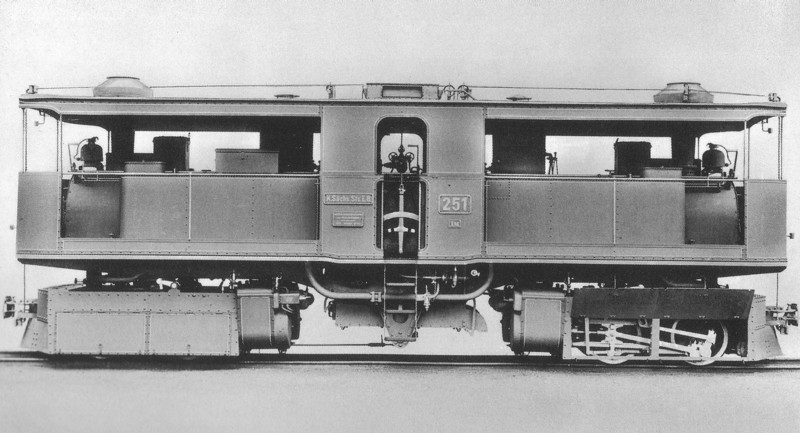
フェアリー式のスチームトラムであるI M型、メーカー完成写真、1902年
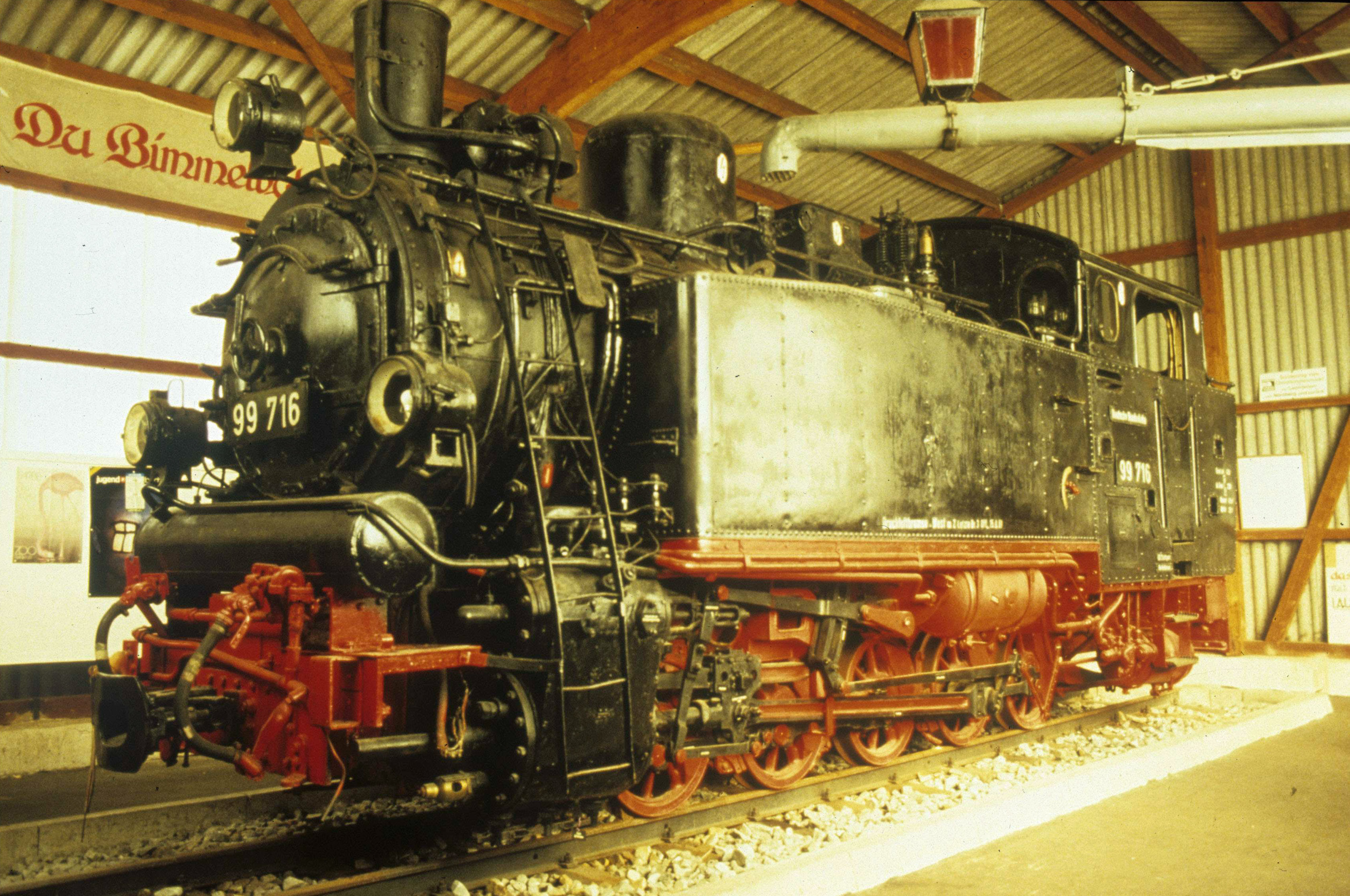
ゲルスドルフ式のVI K型、1988年
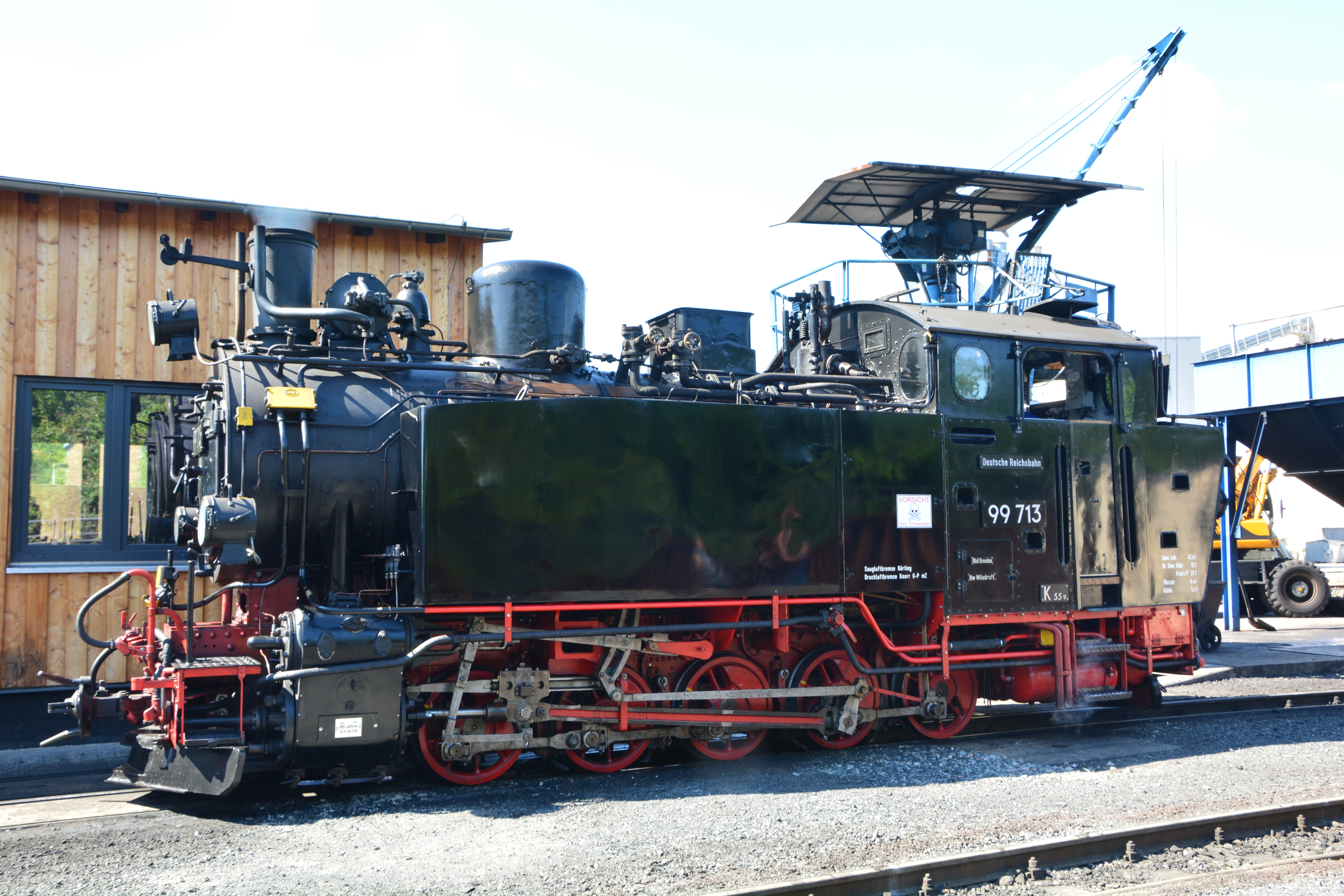
VI K型の増備型である9967-71形、2018年
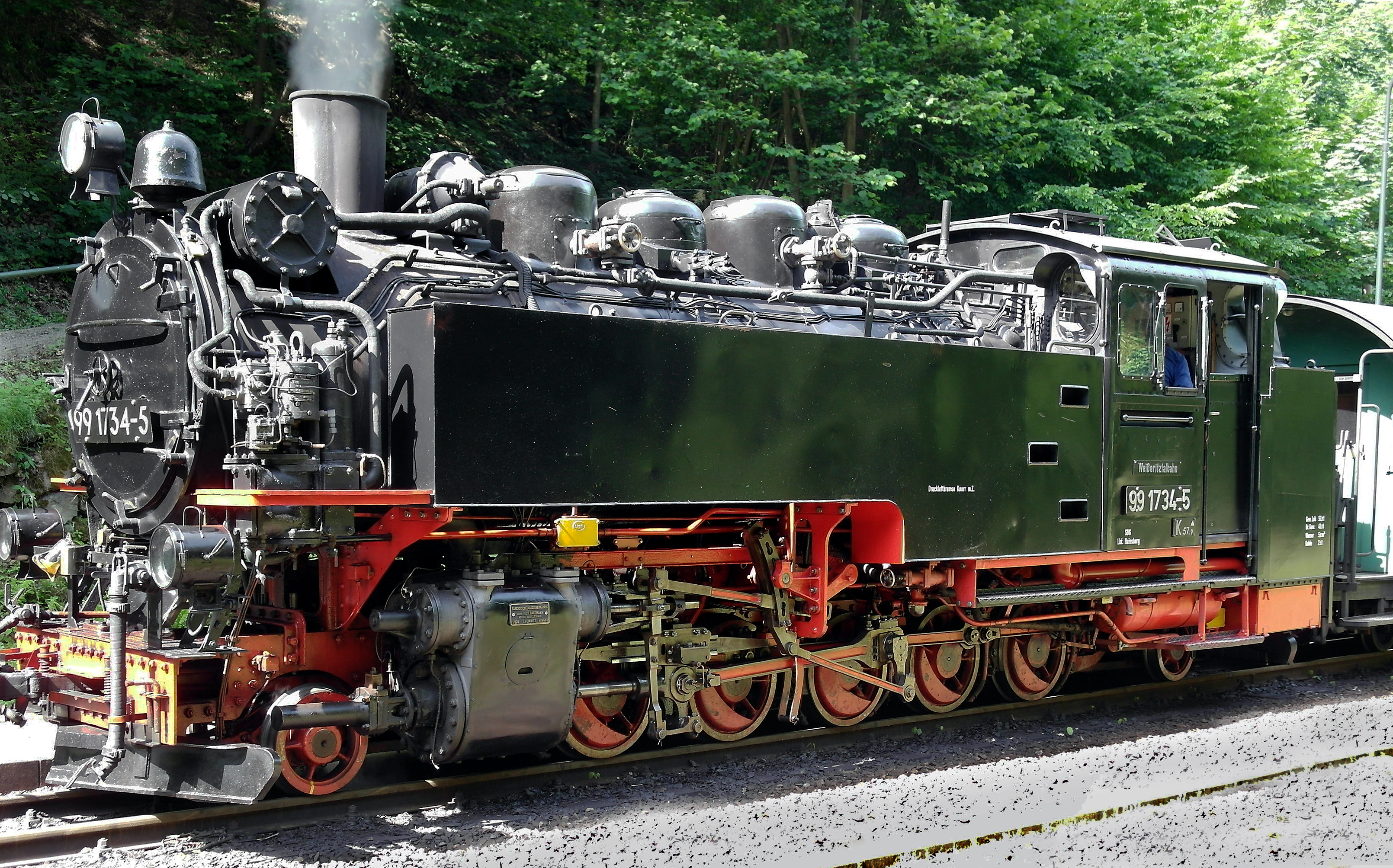
ゲルスドルフ式の9973-76形、2017年
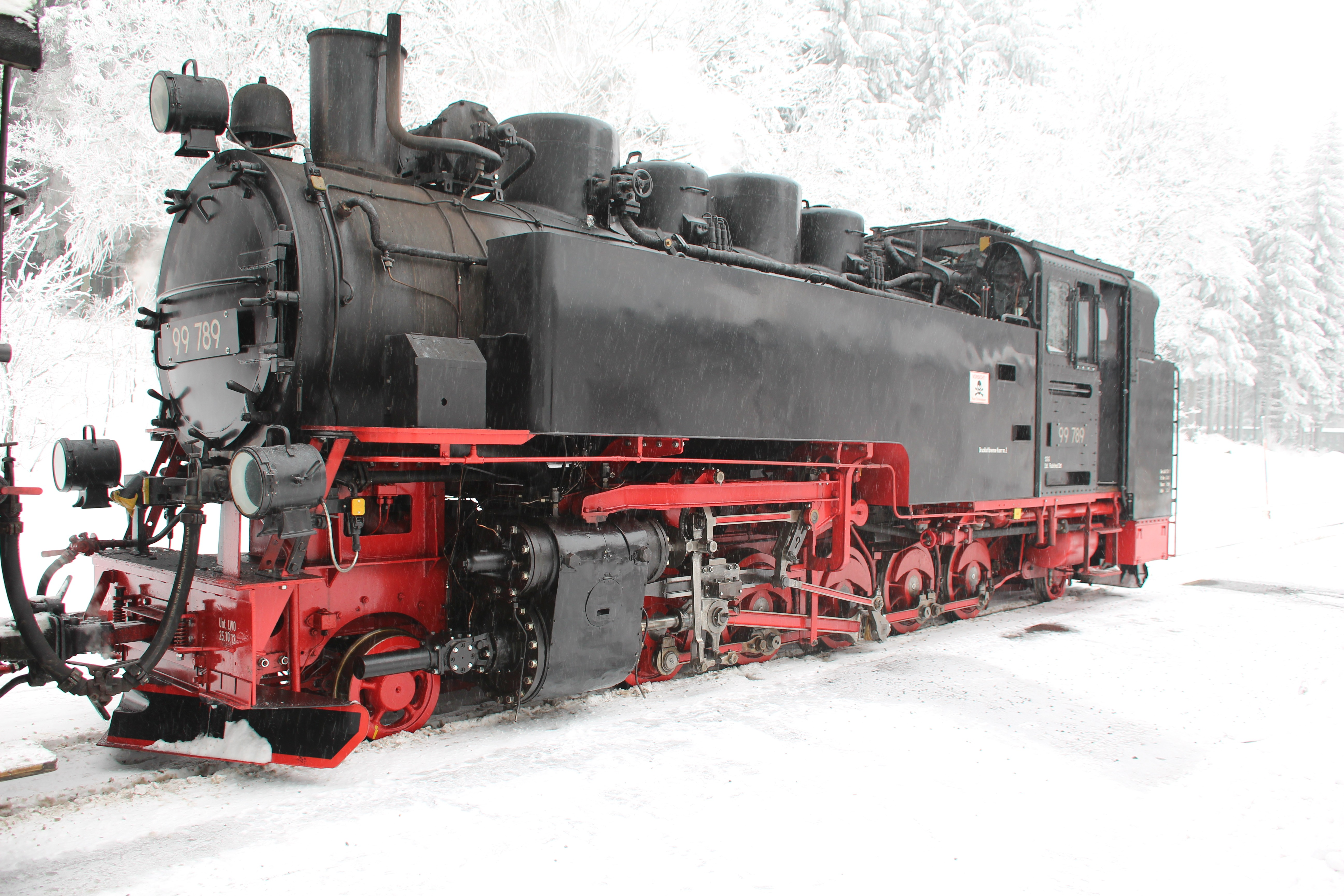
9973-76形の増備型である9977-79形、2013年

### 開発・製造
上記ような経緯を経て、王立ザクセン邦有鉄道本社機械部門担当役員のユーワルド・リヒャルド・クリンは将来の輸送量に対応するためには動輪を従来の3軸から4軸として牽引力を向上させた機関車が必要であると判断するに至り、その結果としてザクセン機械工場で開発された機体が本項で述べるIV K型である。
通常の輪軸転向機構を持たない動軸4軸の機関車では最小曲線半径40 mという線路条件には対応できない一方で、III K型で採用されたクローゼ式はメンテナンスコストの面で問題があったため、ザクセン機械工場では、それぞれに駆動装置を有する2軸ボギー台車2基を装備した車軸配置B'B'のマイヤー式を採用することとした。マイヤー式は、1851年にゼメリング鉄道用機関車のコンペティション用にウィーナー・ノイシュタット機関車工場で製造された「NEUSTADT」で採用された方式をルーツとしてフランス出身のジャン-ジャック・マイヤーが開発した方式であり、王立ザクセン邦有鉄道ではIV K型の導入に先立つ1890年に標準軌用のI TV型2機を試作し、また、後の1910年にI TV型（後のドイツ国鉄98.0形）として15機を導入している。
IV K型は設計承認後の1891年にまず7機が発注されて製造が開始され、103号機となった最初の機体は1892年1月に31 ‰の勾配区間が含まれるポツチャッペル -  ケッセルスドルフ間でIII K型との比較を含む試運転が実施され、III K型より約16 %高い34 kNの牽引力を有することが確認されたほか、同年中に残る6機も納入されてハインスベルク -  キップスドルフ間で試運転が実施された。先行して導入されていた標準軌用のI TV型は牽引力不足や起動時の空転などの問題があったが、IV K型は使用実績が良好であったためザクセン機械工場で量産が進められてザクセン公国内の750 mm軌間のほとんどの路線で使用された。
その後、1901-07年にはIV K型では性能が不足する勾配線区用にIV K型と類似のボイラーと2気筒複式・車軸配置Dでクリン＝リントナー式輪軸転向機構を装備したザクセン機械工場製のV K型9機が導入されたが特殊な設計のためそれ以上は量産されず、1913年にはI K型を双合式に改造したII K(neu)型が2機試作されたが同じく量産はされておらず、さらに1918-19年にはヘンシェル製で車軸配置E、ゲルスドルフ式のVI K型15機が導入されて輸送量の多い区間ではこの形式が主力となったが、この間も並行してIV K型の量産が進められ、1921年までの29年間にドイツ狭軌用機関車としては一形式最多となる計96機が導入されている。
本形式の製造ロットごとの製造年、王立ザクセン邦有鉄道型式機番、ドイツ国有鉄道/ドイツ国営鉄道/ドイツ鉄道形式機番、製造所、製番、設計変更点等は下記のとおりで、当初の形式名はH M T K V型（"H"はザクセン機械工場製（Hartmann（旧称））、"M"はメイヤー式、"T"はタンク式（Tenderlok）、"K"は750 mmの狭軌用（Kleinspur）、"V"は複式機関車（Verbundtriebwerk）のそれぞれ頭文字）となっており、1896年にK IV型、1890年にIV K型にそれぞれ変更されている。その後、1925年にはドイツ国営鉄道の「旧ザクセン機再指定計画」に基づく形式称号改正が実施されてIV K型は狭軌用蒸気機関車99形の一区分である9951-60形となっているが、現場では王立ザクセン邦有鉄道時の型式名も引続き通称として使用されて本形式もIV K型と呼称されるほか、後にドイツ国営鉄道や東ドイツ国鉄が導入した9973-76形や9977-79形も正式には設定されていない通称であるVII K(alt)形、VII K(neu)形と呼称されている。
| 製造 ロット    | 製造年 | 製造数 | 王立ザクセン邦有鉄道 | 王立ザクセン邦有鉄道 | 王立ザクセン邦有鉄道 | 王立ザクセン邦有鉄道 | ドイツ国有鉄道 ドイツ国営鉄道 ドイツ鉄道 | ドイツ国有鉄道 ドイツ国営鉄道 ドイツ鉄道 | ドイツ国有鉄道 ドイツ国営鉄道 ドイツ鉄道 | 製造所           | 製番                                | 備考                                                                                                   |
| 製造 ロット    | 製造年 | 製造数 | 形式                 | 形式                 | 形式                 | 機番                 | 形式機番                                 | 形式機番                                 | 形式機番                                 | 製造所           | 製番                                | 備考                                                                                                   |
| 製造 ロット    | 製造年 | 製造数 | 製造時               | 1896年以降           | 1900年以降           | 機番                 | 1925年以降                               | 1970年以降 （残存機のみ）                | 1992年以降 （残存機のみ）                | 製造所           | 製番                                | 備考                                                                                                   |
| -------------- | ------ | ------ | -------------------- | -------------------- | -------------------- | -------------------- | ---------------------------------------- | ---------------------------------------- | ---------------------------------------- | ---------------- | ----------------------------------- | --- |
| 1              | 1892年 | 16機   | H M T K V            | K IV                 | IV K                 | 103 - 109            | 99 511 - 517                             | 99 1516                                  | -                                        | ザクセン機械工場 | 1774 - 1780                         | |
| 1              | 1893年 | 16機   | H M T K V            | K IV                 | IV K                 | 110 - 116            | 99 518 - 524                             | -                                        | -                                        | ザクセン機械工場 | 1870 - 1872 1934 - 1937             | |
| 1              | 1894年 | 16機   | H M T K V            | K IV                 | IV K                 | 117 - 118            | 99 515 - 526                             | -                                        | -                                        | ザクセン機械工場 | 2030 - 2031                         | 炭庫容量を0.8 tから1.02 tに拡大、運転室側面窓を拡大                                                    |
| 2              | 1896年 | 7機    | H M T K V            | K IV                 | IV K                 | 119 - 125            | 99 527 - 532                             | -                                        | -                                        | ザクセン機械工場 | 2121 - 2137                         | 1894年製の機体と同一                                                                                   |
| 3              | 1898年 | 12機   | -                    | K IV                 | IV K                 | 126 - 131            | 99 533 - 538                             | 99 1534                                  | -                                        | ザクセン機械工場 | 2274 - 2279                         | 一部機体から台車枠端梁の形状変更                                                                       |
| 3              | 1899年 | 12機   | -                    | K IV                 | IV K                 | 132 - 137            | 99 539 - 544                             | 99 1539...1542                           | 099 701/(702)                            | ザクセン機械工場 | 2381 - 2386                         | |
| 4              | 1904年 | 3機    | -                    | -                    | IV K                 | 138 - 140            | 99 545 - 546                             | -                                        | -                                        | ザクセン機械工場 | 2847 - 2849                         | 運転室屋根の形状変更                                                                                   |
| 5              | 1908年 | 23機   | -                    | -                    | IV K                 | 141 - 150            | 99 551 - 558                             | 99 1555...1557                           | -                                        | ザクセン機械工場 | 3204 - 3213                         | ボイラーの板厚を11 mmから13 mmに変更し、圧力を12 kg/cm2から14 kg/cm2に昇圧                             |
| 5              | 1909年 | 23機   | -                    | -                    | IV K                 | 151 - 156            | 99 561 - 566                             | 99 1561...1556                           | 099 703/(704)/705                        | ザクセン機械工場 | 3214 - 3320                         | 低圧シリンダ径を370 mmから400 mmに変更                                                                 |
| 5              | 1910年 | 23機   | -                    | -                    | IV K                 | 157 - 163            | 99 567 - 573                             | 99 1568...1573                           | (099 706)                                | ザクセン機械工場 | 3449 - 3423                         | |
| 6              | 1912年 | 31機   | -                    | -                    | IV K                 | 164 - 175            | 99 574 - 585                             | 99 1574...1585                           | 099 707 - 710                            | ザクセン機械工場 | 3556 - 3561 3592 - 3597             | 170号機以降はボイラー圧力を15 kg/cm2に変更 173号機からブレーキ装置を蒸気ブレーキから真空ブレーキに変更 |
| 6              | 1913年 | 31機   | -                    | -                    | IV K                 | 176 - 181            | 99 586 - 591                             | 99 1586...1590                           | 099 711                                  | ザクセン機械工場 | 3606 - 3671                         | |
| 6              | 1914年 | 31機   | -                    | -                    | IV K                 | 182 - 194            | 99 592 - 604                             | 99 1592...1602                           | -                                        | ザクセン機械工場 | 3712 - 3714 3735 - 3738 3787 - 3792 | |
| 7              | 1916年 | 4機    | -                    | -                    | IV K                 | 195 - 197            | 99 605 - 607                             | 99 1606                                  | 099 712                                  | ザクセン機械工場 | 3906 - 3908                         | 1914年製の機体と同一                                                                                   |
| 7              | 1921年 | 4機    | -                    | -                    | IV K                 | 198                  | 99 608                                   | 99 1608                                  | 099 713                                  | ザクセン機械工場 | 4521                                | 予備部品の組立品と推測される                                                                           |
| 1. 2. 3. 4. 5. |        |        |                      |                      |                      |                      |                                          |                                          |                                          |                  |                                     | |

## 仕様

### 走行装置
- ボイラーは主台枠上に配置される、2つの缶胴と火室、煙室を接合したもので、第1缶胴/第2缶胴それぞれの内径はボイラー板厚11 mmの140号機（99 546号機）までが928 mm/950 mm、板厚13 mmの141号機（99 551号機）以降は920 mm/946 mm、ボイラー長は3500 mmで内径40 mm、板厚2.5 mmの小煙管104本が配置されており[19]、使用圧力は140号機（99 546号機）までが12 kg/cm3、141号機（99 551号機）以降は14 kg/cm3、170号機（99 581号機）以降が15 kg/cm3となっている。火室は火格子が幅718 mm、長さ1330 mmの0.97 m2、194号機（99 604号機）までは銅製、195号機（99 605号機）以降は第一次世界大戦中の非鉄金属不足の影響で鋼製に変更されているほか、煙室は長さ1100 mmで王立ザクセン邦有鉄道では一般的であったプレート式の火粉止装置が設置されている[19]。また、補機類として蒸気作動式ベル、補助ブロワー、蒸気ブレーキ（172号機（99 583号機）まで）、シリンダー予熱装置などを装備している[20]ほか、水タンクは容量2.4 m3のサイドタンク式、炭庫は運転室背面に116号機（99 524号機）までは容量0.8 t、117号機（99 525号機）以降は1.02 tのものが配置され、その多くは後年容量1.2 tのものに拡大されている[19]。
- 主台枠は13 mm厚の鋼板を左右1100 mm間隔に配置して横桁を渡し、山形鋼等で補強したリベット組立式のもので、台枠上にボイラー、運転室、水タンク、炭庫などを配置し、台枠下には中心間距離5000 mmで台車を配置しており、牽引力は心皿を介して、車体荷重は側受を介してそれぞれ台車との間で伝達されていたほか、機関車の前後端下部と前後それぞれの台車端部の間にも調整可能な荷重伝達機構を設け、これによって軸重を調整することを可能としていた[21]。
- 台車は前位側台車・後位側台車とも鋼板リベット組立式の板台枠台車で、前位側台車の台車枠は15 mm厚の鋼板を左右620 mm間隔で配置した内側台枠式、後位側台車は同じく15 mm厚の鋼板を使用するが、台車枠の内側にボイラーの灰箱など配置するために左右972 mm間隔で配置して外側台枠式としたものとなっている[21]。いずれの台車も軸距は600 + 800 = 1400 mmの偏心式となっており、機関車中央側を軸距800 mmとし、こちらの台車端部にシリンダーを配置して全軸距6200 mm、最小通過可能曲線半径40 mとしている[21]。動輪は車輪径760 mmのスポーク式車輪で、軸箱支持方式は軸箱守式、軸ばねは重ね板ばねとなっており、各台車の前後の軸箱間にはイコライザーを設置して機関車全体では4点支持式として、条件の悪い軌道においても走行性能を確保している[22]。また、曲線走行時に台車の安定性を向上させ、また、後述の前後台車間を接続する蒸気管に応力や衝撃が加わることを防止するため、前後台車間をリンク機構で結合していた[23]。
- 走行装置は飽和蒸気を使用する4気筒複式で、後位側台車に設置された高圧シリンダーで第3・第4動輪を、前位側台車に設置された低圧シリンダーで第1・第2動輪を駆動し、弁装置はいずれもホイジンガー式となっており、高圧シリンダーは直径240 mm、低圧シリンダーは150号機（99 558号機）までは直径370 mm、151号機（99 561号機）以降は400 mmでいずれもストロークは380 mmとなっている[22]。高圧蒸気は蒸気溜内の加減弁から後位側台車心皿内部に設置されたボールジョイントを経由して高圧シリンダーに至り、高圧シリンダーを出た低圧蒸気は前述の前後台車間に設置されたリンク機構と並行に設置されたボールジョイント2箇所を介した蒸気管を経由して低圧シリンダーに至り、排気は低圧シリンダーから、こちらは心皿は経由せずにボールジョイント2箇所を介して煙室下部の吐出管に至っており、構造は複雑であるが保守上の問題はなく、使用実績は良好であった[22]。
- ブレーキ装置は、172号機（99 583号機）までは機関車用のカウンターウエイトブレーキ[注釈 25]、蒸気ブレーキと列車用のヘーベルラインブレーキを装備していた。カウンターウエイトブレーキは手ブレーキの一種であり、操作レバーの先端に設けられた錘の重力によりブレーキ力を確保するもので、操作レバーは運転室内の機関助士側（ボイラー左側）に設置されて後位側台車の第3・第4動輪の片押式踏面ブレーキに作用するものであった[24]。また、蒸気ブレーキは前位側台車の台車枠の心皿受下部に設置されたブレーキシリンダーから第1動輪の両抱式踏面ブレーキに作用するもので、機関士が操作するものであった[24]。ヘーベルラインブレーキは車両間に渡されたケーブルを利用した貫通ブレーキで、機関車運転室後部壁面に設置された巻き上げ機から、運転室後部および煙突先端部に設置されたプーリーを介してケーブルが渡される形となっていた[24]。
- 1912年製の173号機（99 584号機）以降は、蒸気ブレーキを省略して機関車および列車用のブレーキとしてケーニッヒ式真空ブレーキを装備している[25]。機関車のブレーキシリンダーは前後の台車間の台枠下部に設置され、前位側台車の第1動輪の両抱式踏面ブレーキに作用するものとなっており、172号機（99 583号機）までの機体も1960年代にかけて順次真空ブレーキを装備するよう改造されていたが[25]、一方で旧来のヘーベルラインブレーキも最後まで残ったオーシャッツ – ミューゲルン間（オーシャッツ – ミューゲルン – デーベルン線の一部）では1987年8月まで使用されていた[24]。
- このほか、連結器はピン・リンク式連結器を装備し[26]、砂撒き装置は水タンク前部の砂箱から第1動輪の前位側、ボイラー上部の砂箱から第3動輪の前位側、運転室後部壁面の砂箱から第4動輪の後位側に重力式に撒砂されるように装備され、それぞれ運転室からロッドで操作される方式であった[27]。また、灯具類はオイルランプであったほか、暖房装置は蒸気暖房装置は装備されず、各客車の室内のストーブが使用されていた[28]。
- 王立ザクセン邦有鉄道時代の塗装は正確な記録は残されていないが、狭軌用の蒸気機関車にも同鉄道の蒸気機関車向けカラースキームが採用されたと考えられており、台枠、台車枠などの走行装置は濃赤色（RAL3003（Rubinrot）に相当）、水タンク、炭庫、運転室壁面、ボイラーなどの上部構造物は濃緑色（RAL6028（Kieferngrün）に相当）、煙室および煙突、シリンダー、スノープラウ、運転室屋根は黒（RAL9005（Tiefschwarz）相当）となっており、水タンク、炭庫、運転室縁には黒と赤茶色の縁取りが入れられていたとされている[29]。また、ザクセン邦有鉄道末期から1924年頃までの時期に現在まで使用されている、ボイラー、水タンク、炭庫、シリンダー、スノープラウ、運転室などを黒、台枠、台車枠などの走行装置を赤とする蒸気機関車向けカラースキームが採用されている[29]。
- 本形式のうちボイラー圧力15 kg/cm2の機体の出力は当初243 kWとされて牽引トン数等を決定していたが、1962年4-5月に定期検査を実施直後の99 585号機を使用して改めて性能試験を実施した結果、実際には大幅に出力が低いことが判明し、161 kWに設定が改められている[30]。

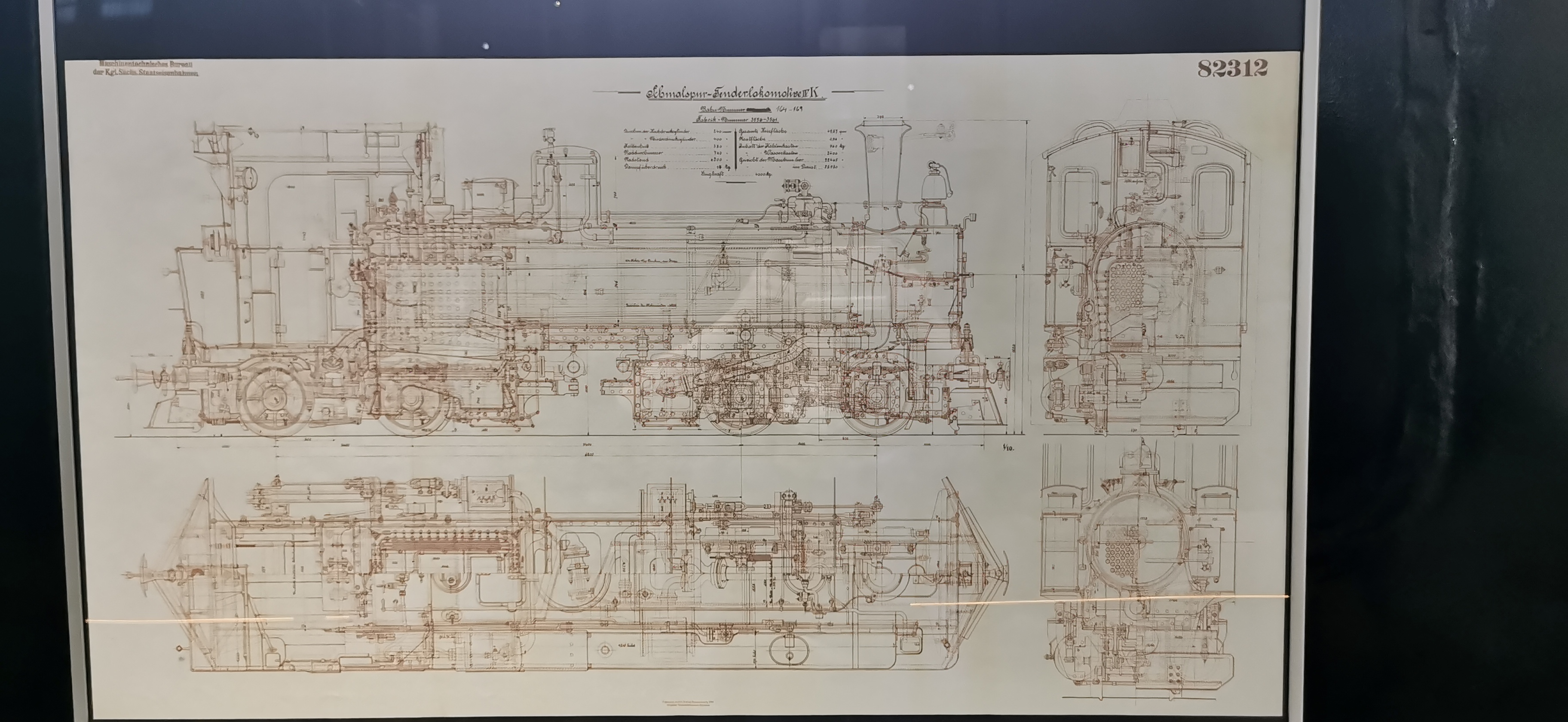
IV K型の組立図、164-169号機のもの
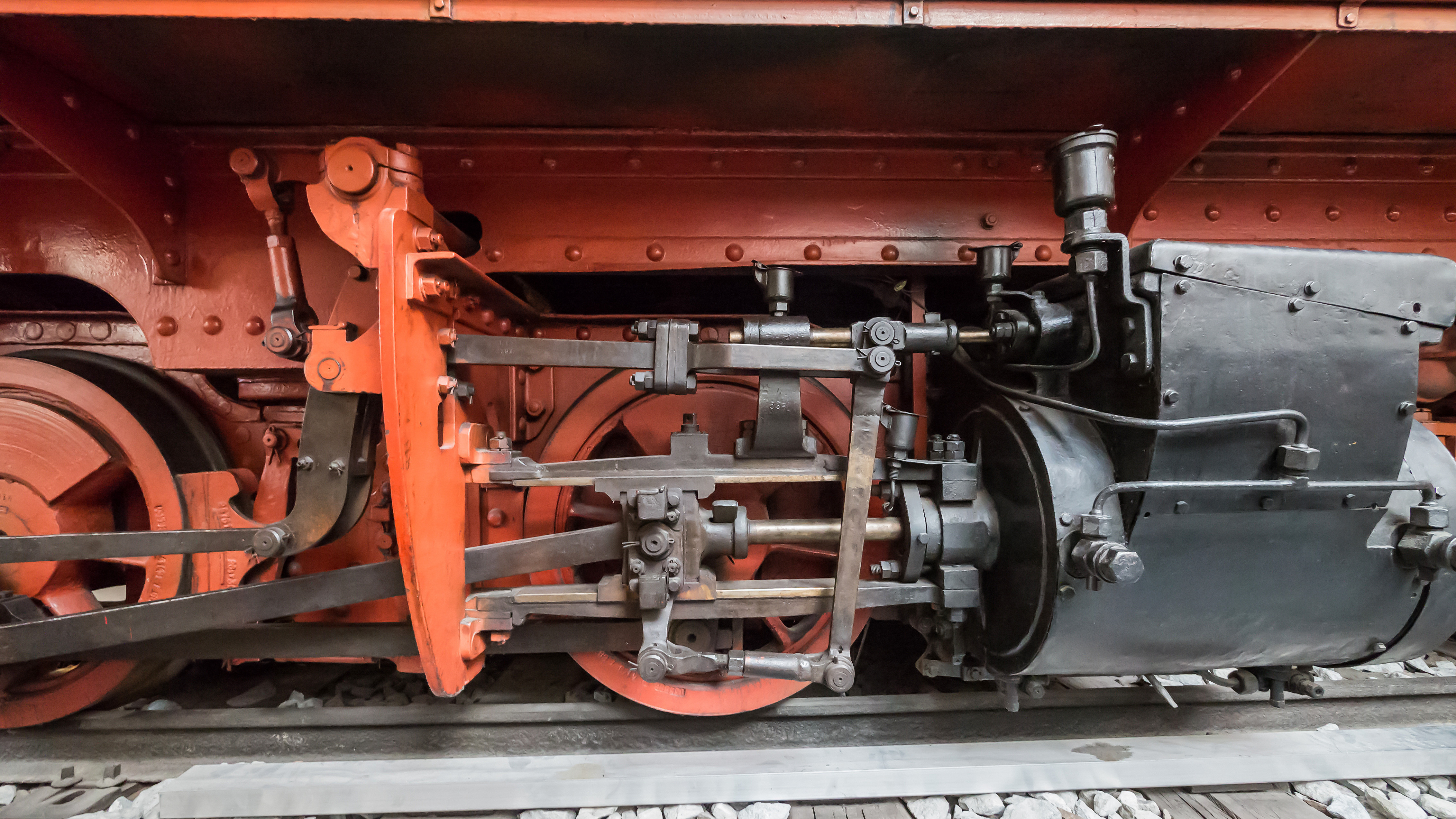
低圧シリンダを装備する、内側台枠式の前位側台車
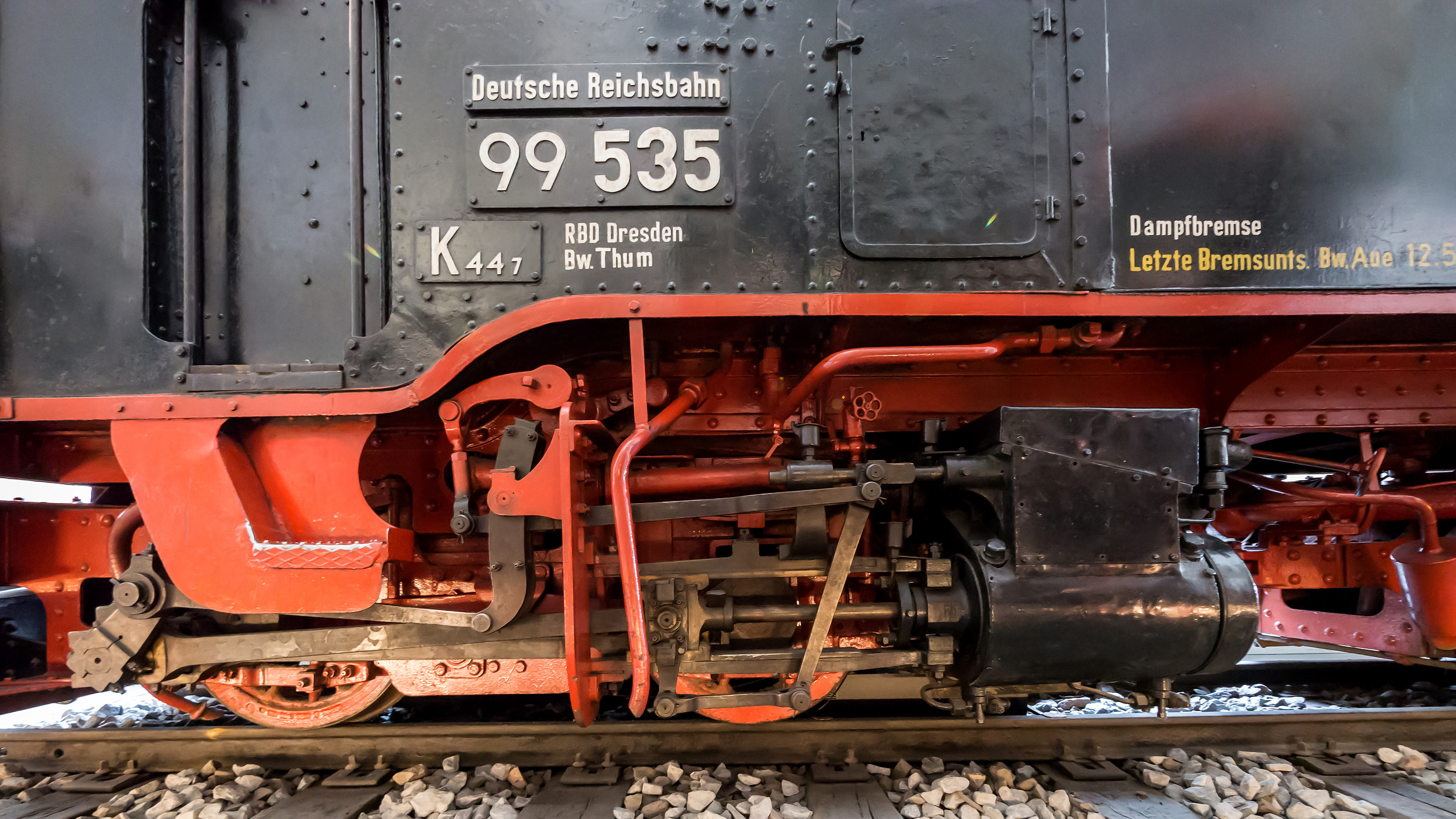
高圧シリンダを装備する、外側台枠式の後位側台車
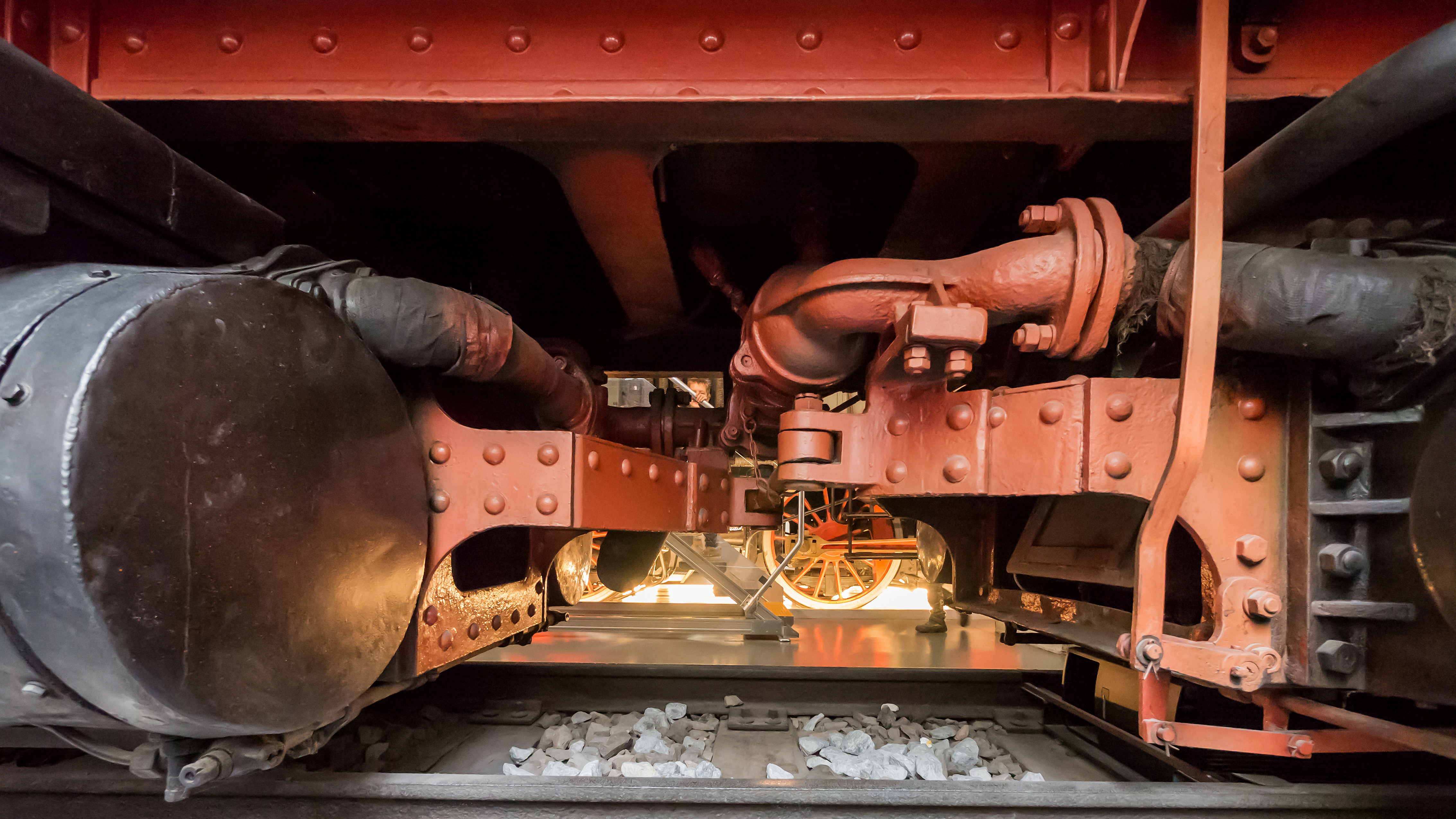
前後台車の接続部、上部に継手付の蒸気管を、下部に前後台車を結合するリンクを装備
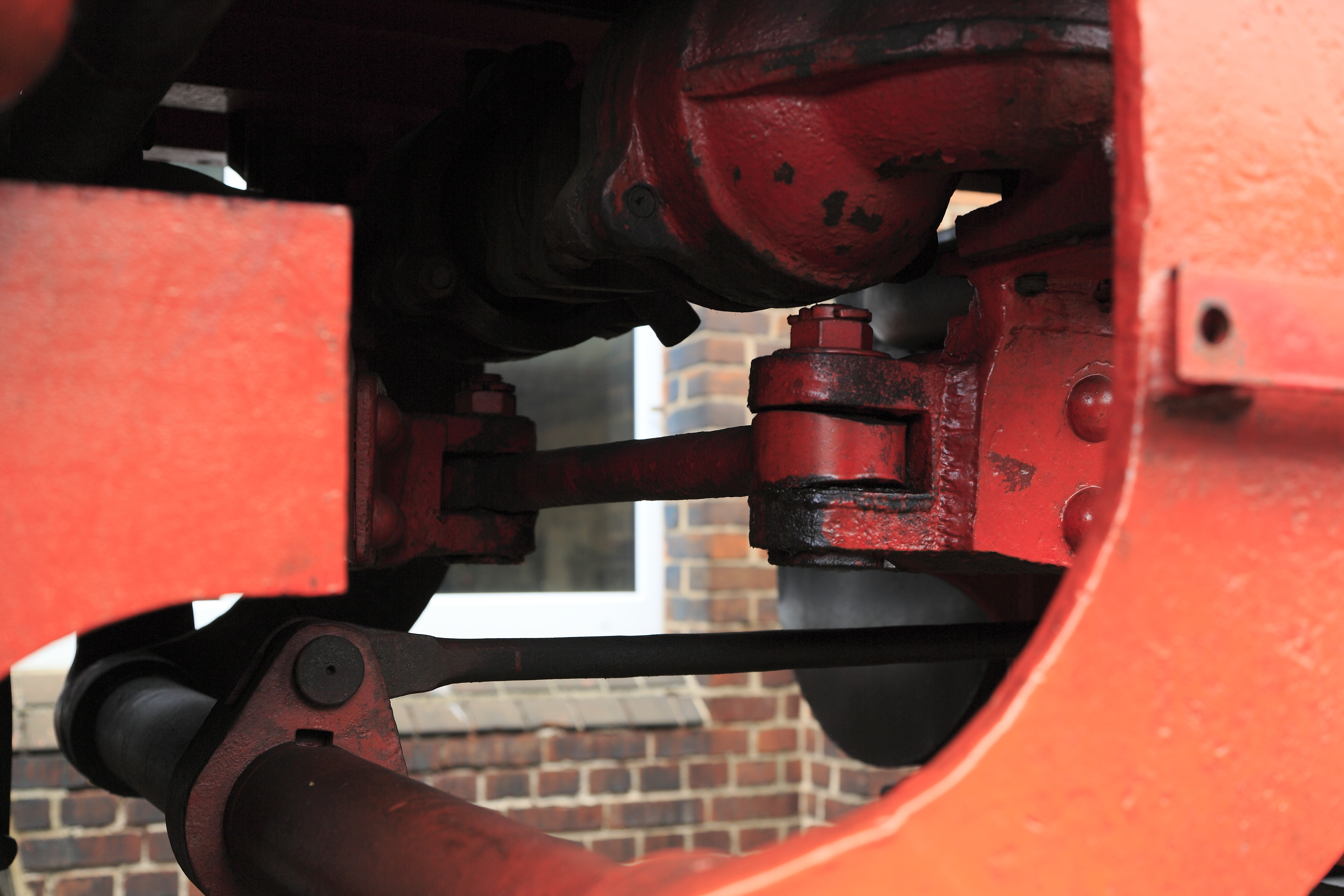
同じく台車間の蒸気管とリンク部
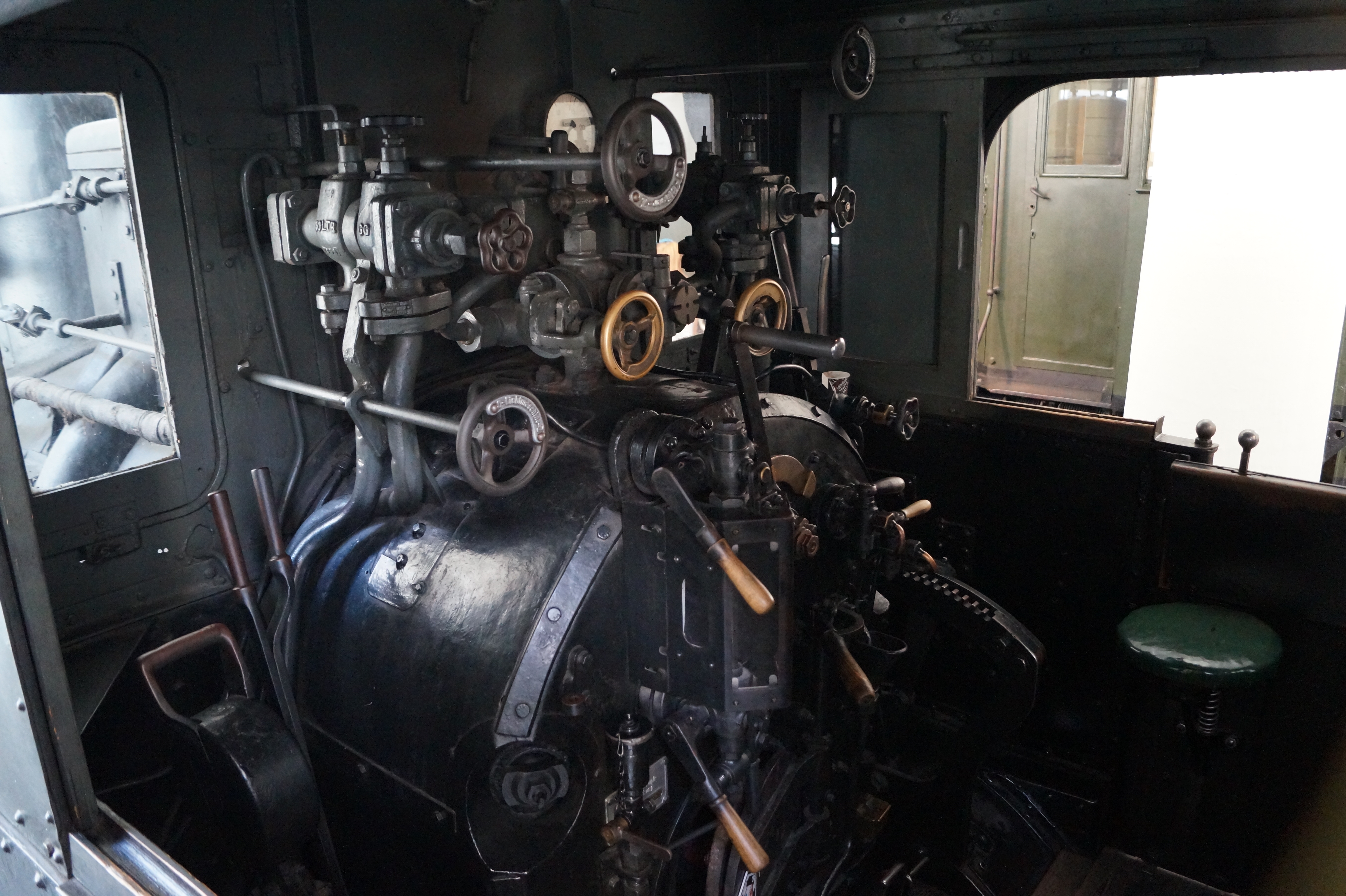
運転室内、ボイラー左側のハンドル付の錘が重力式ブレーキ装置のハンドル
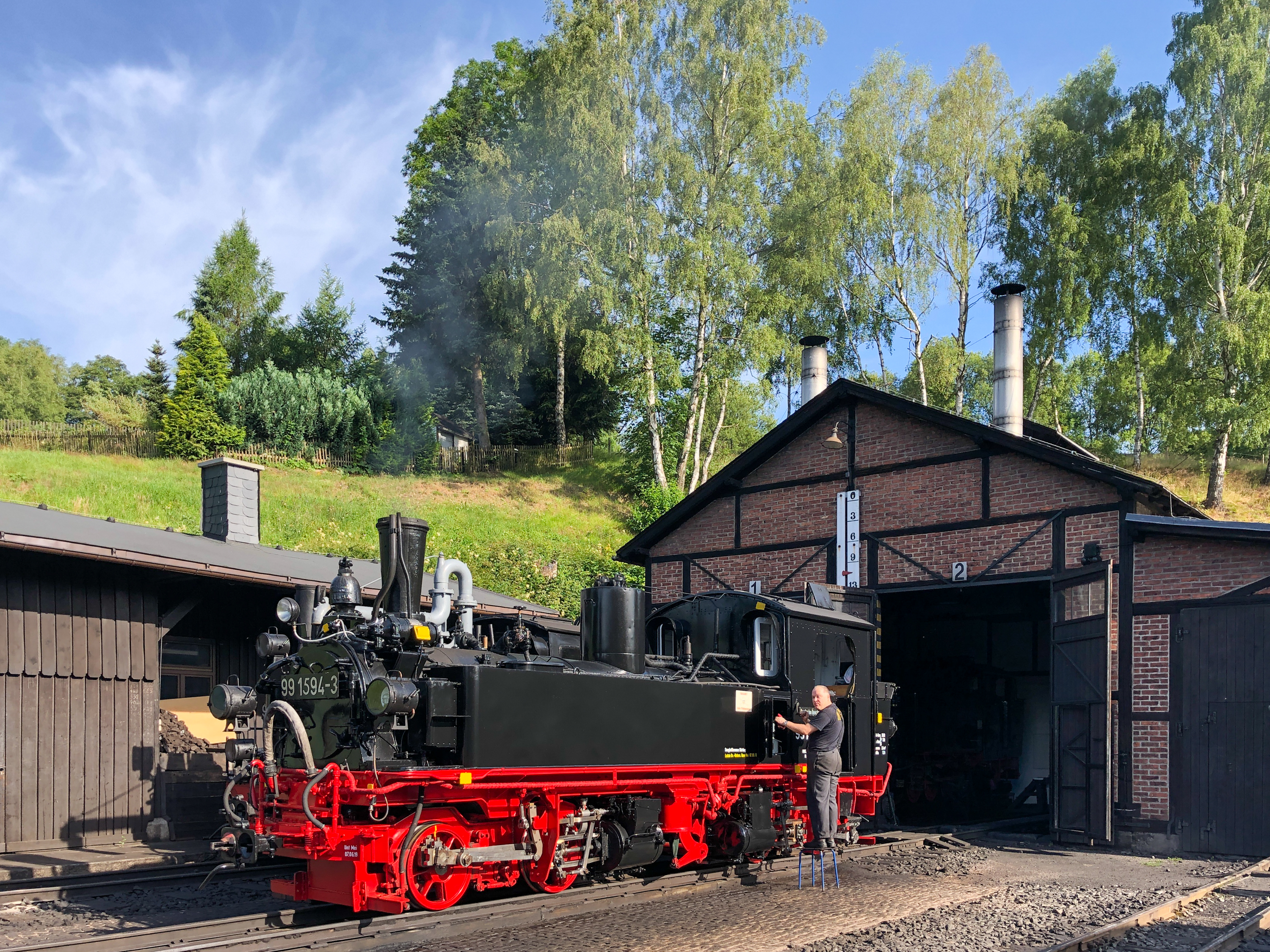
ボイラー、水タンク等を新造品に交換した99 1594号機
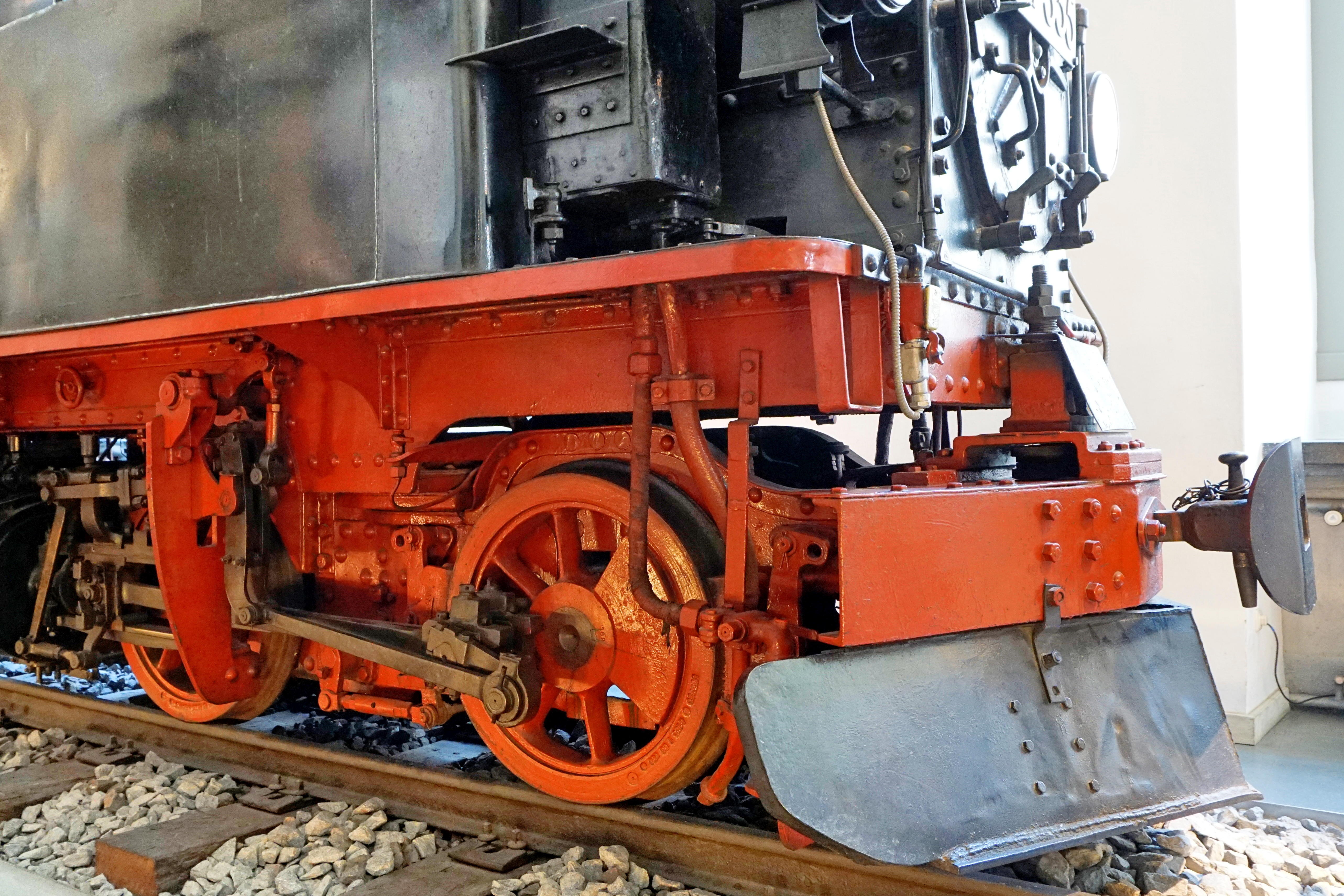
99 535号機のオリジナルのリベット組立の台車および台枠
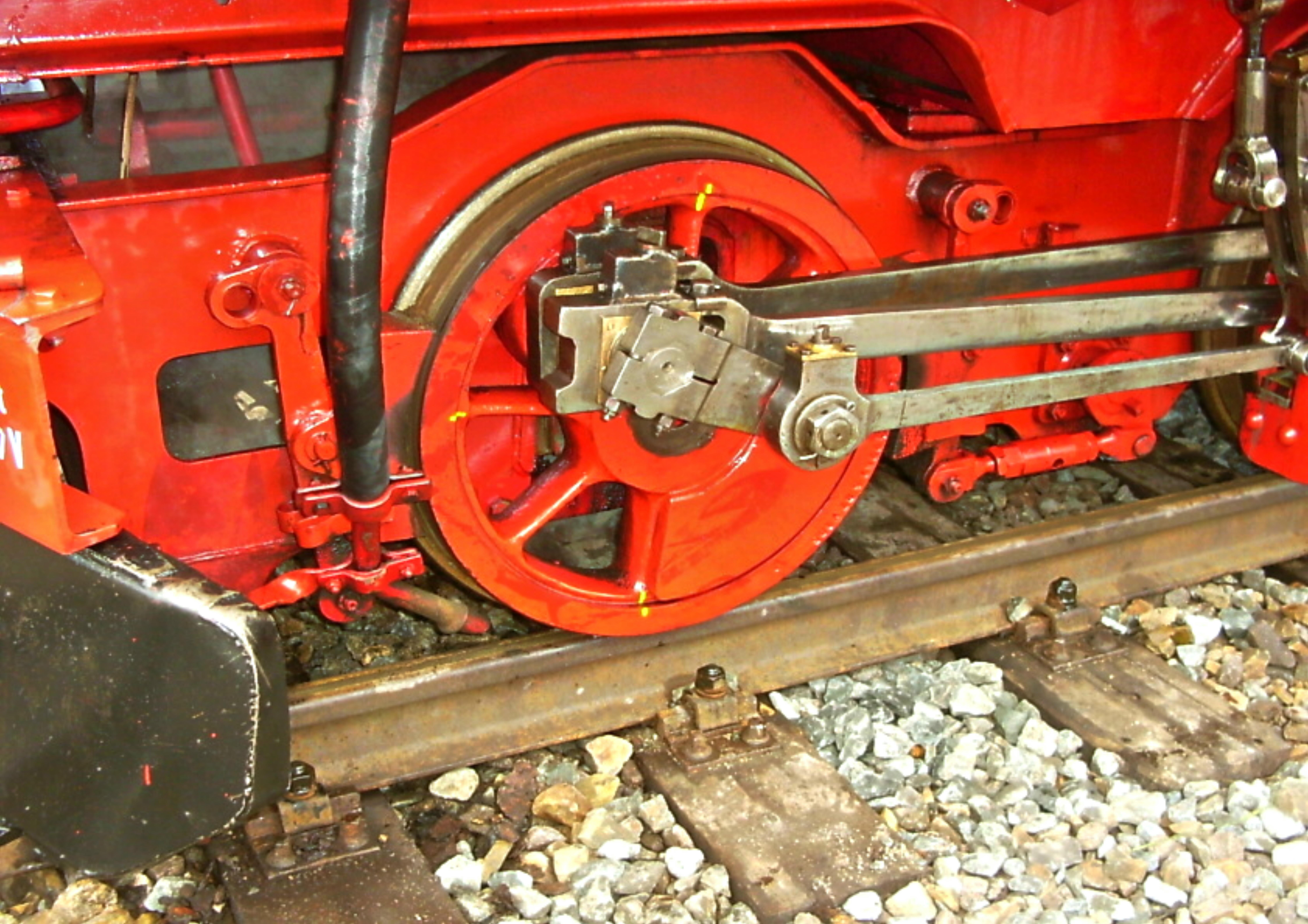
99 568号機の溶接構造となった新造品の台車および台枠
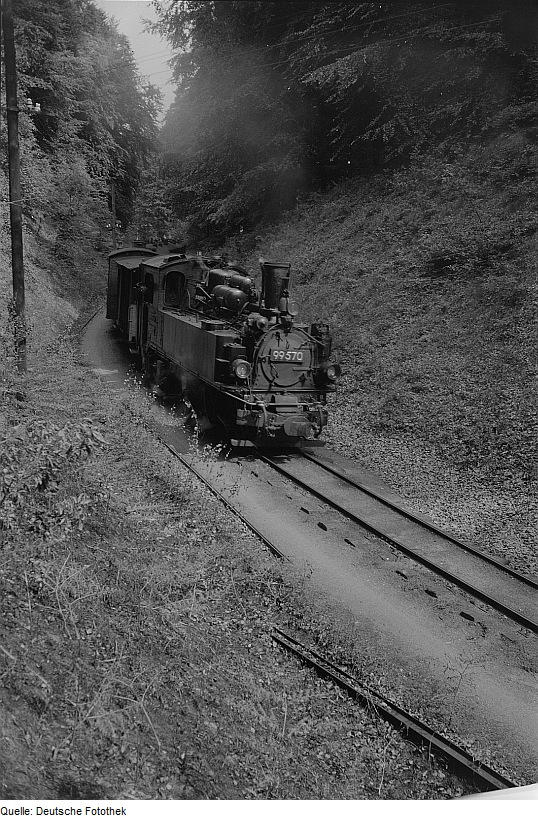
空気ブレーキ装置を搭載したリューゲン狭軌路線網用機である99 570号機、1945年以降
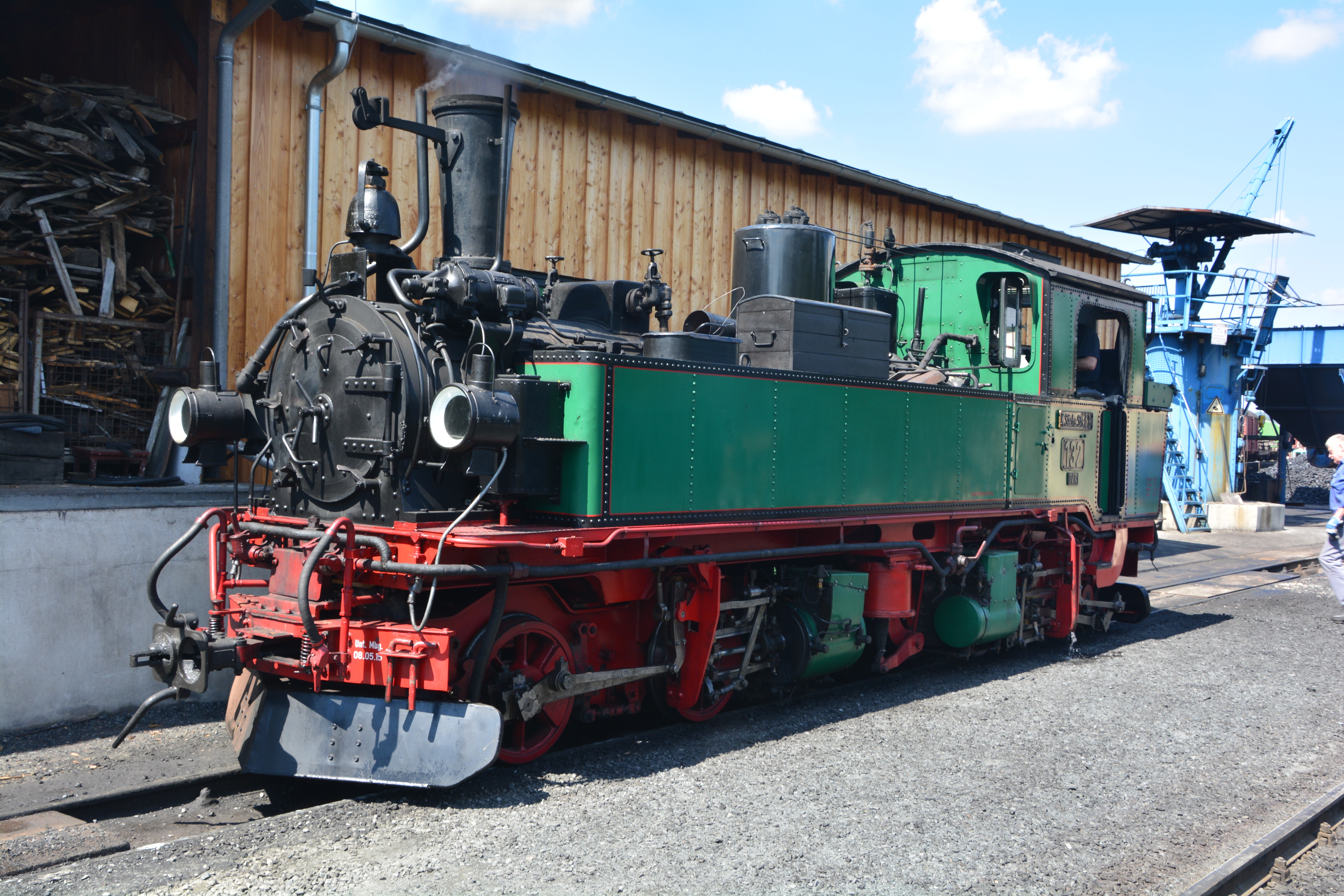
王立ザクセン邦有鉄道時代の塗装に復元された99 539号機

### 主要諸元
| DRG機番  | DRG機番          | 99 516 - 530                                                                                             | 99 534 - 545                                                                                             | 99 551 - 560                                                                                             | 99 561 - 579                                                                                             | 99 581 - 585 589 - 594                                                                                   | 99 586 - 588 594 - 608                                                                                   |
| -------- | ---------------- | --- | --- | --- | --- | --- | --- |
| 車両区分 | 車両区分         | K 44.7                                                                                                   | K 44.7                                                                                                   | K 44.7                                                                                                   | K 44.7                                                                                                   | K 44.7                                                                                                   | K 44.8                                                                                                   |
| 軌間     | 軌間             | 750 mm                                                                                                   | 750 mm                                                                                                   | 750 mm                                                                                                   | 750 mm                                                                                                   | 750 mm                                                                                                   | 750 mm                                                                                                   |
| 方式     | 方式             | メイヤー式（4シリンダ複式）・飽和蒸気式タンク機関車                                                      | メイヤー式（4シリンダ複式）・飽和蒸気式タンク機関車                                                      | メイヤー式（4シリンダ複式）・飽和蒸気式タンク機関車                                                      | メイヤー式（4シリンダ複式）・飽和蒸気式タンク機関車                                                      | メイヤー式（4シリンダ複式）・飽和蒸気式タンク機関車                                                      | メイヤー式（4シリンダ複式）・飽和蒸気式タンク機関車                                                      |
| 軸配置   | 軸配置           | B'B't | B'B't | B'B't | B'B't | B'B't | B'B't |
| 寸法     | 全長             | 9000 mm                                                                                                  | 9000 mm                                                                                                  | 9000 mm                                                                                                  | 9000 mm                                                                                                  | 9000 mm                                                                                                  | 9000 mm                                                                                                  |
| 寸法     | 全高             | 3150 mm                                                                                                  | 3150 mm                                                                                                  | 3150 mm                                                                                                  | 3150 mm                                                                                                  | 3150 mm                                                                                                  | 3150 mm                                                                                                  |
| 寸法     | 機関車全軸距     | 6200 mm                                                                                                  | 6200 mm                                                                                                  | 6200 mm                                                                                                  | 6200 mm                                                                                                  | 6200 mm                                                                                                  | 6200 mm                                                                                                  |
| 寸法     | 固定軸距         | 1400 mm                                                                                                  | 1400 mm                                                                                                  | 1400 mm                                                                                                  | 1400 mm                                                                                                  | 1400 mm                                                                                                  | 1400 mm                                                                                                  |
| 寸法     | 台車中心間距離   | 3300 mm                                                                                                  | 3300 mm                                                                                                  | 3300 mm                                                                                                  | 3300 mm                                                                                                  | 3300 mm                                                                                                  | 3300 mm                                                                                                  |
| 寸法     | 動輪径           | 760 mm                                                                                                   | 760 mm                                                                                                   | 760 mm                                                                                                   | 760 mm                                                                                                   | 760 mm                                                                                                   | 760 mm                                                                                                   |
| 重量     | 空車重量         | 21.4 t                                                                                                   | 21.6 t                                                                                                   | 22.4 t                                                                                                   | 22.4 t                                                                                                   | 22.9 t                                                                                                   | 23.5 t                                                                                                   |
| 重量     | 運転整備重量     | 25.5 t                                                                                                   | 26.3 t                                                                                                   | 27.4 t                                                                                                   | 27.4 t                                                                                                   | 27.9 t                                                                                                   | 28.5 t                                                                                                   |
| 重量     | 最大重量         | 26.6 t                                                                                                   | 27.4 t                                                                                                   | 28.45 t                                                                                                  | 28.45 t                                                                                                  | 29.0 t                                                                                                   | 29.6 t                                                                                                   |
| ボイラー | ボイラー中心高   | 1620 mm                                                                                                  | 1620 mm                                                                                                  | 1620 mm                                                                                                  | 1620 mm                                                                                                  | 1620 mm                                                                                                  | 1620 mm                                                                                                  |
| ボイラー | 火格子面積       | 1.35 m × 0.72 m = 0.97 m2                                                                                | 1.35 m × 0.72 m = 0.97 m2                                                                                | 1.35 m × 0.72 m = 0.97 m2                                                                                | 1.35 m × 0.72 m = 0.97 m2                                                                                | 1.35 m × 0.72 m = 0.97 m2                                                                                | 1.35 m × 0.72 m = 0.97 m2                                                                                |
| ボイラー | 火室伝熱面積     | 4.13 m2                                                                                                  | 4.13 m2                                                                                                  | 4.13 m2                                                                                                  | 4.13 m2                                                                                                  | 4.13 m2                                                                                                  | 4.13 m2                                                                                                  |
| ボイラー | ボイラー伝熱面積 | 45.74 m2                                                                                                 | 45.74 m2                                                                                                 | 45.74 m2                                                                                                 | 45.74 m2                                                                                                 | 45.74 m2                                                                                                 | 45.74 m2                                                                                                 |
| ボイラー | 全伝熱面積       | 49.87 m2                                                                                                 | 49.87 m2                                                                                                 | 49.87 m2                                                                                                 | 49.87 m2                                                                                                 | 49.87 m2                                                                                                 | 49.87 m2                                                                                                 |
| ボイラー | 煙管本数         | 小煙管104                                                                                                | 小煙管104                                                                                                | 小煙管104                                                                                                | 小煙管104                                                                                                | 小煙管104                                                                                                | 小煙管104                                                                                                |
| ボイラー | 煙管長           | 3500 mm                                                                                                  | 3500 mm                                                                                                  | 3500 mm                                                                                                  | 3500 mm                                                                                                  | 3500 mm                                                                                                  | 3500 mm                                                                                                  |
| ボイラー | 使用圧力         | 12 kg/cm2                                                                                                | 12 kg/cm2                                                                                                | 14 kg/cm2                                                                                                | 14 kg/cm2                                                                                                | 15 kg/cm2                                                                                                | 15 kg/cm2                                                                                                |
| 走行装置 | シリンダ径       | 高圧240 mm/低圧370 mm                                                                                    | 高圧240 mm/低圧370 mm                                                                                    | 高圧240 mm/低圧370 mm                                                                                    | 高圧240 mm/低圧400 mm                                                                                    | 高圧240 mm/低圧400 mm                                                                                    | 高圧240 mm/低圧400 mm                                                                                    |
| 走行装置 | シリンダ行程     | 380mm | 380mm | 380mm | 380mm | 380mm | 380mm |
| 走行装置 | 弁装置           | ワルシャート式                                                                                           | ワルシャート式                                                                                           | ワルシャート式                                                                                           | ワルシャート式                                                                                           | ワルシャート式                                                                                           | ワルシャート式                                                                                           |
| 走行装置 | ブレーキ装置     | カウンターウェイトブレーキ、蒸気ブレーキ（99 567号機まで）、真空ブレーキ（ケーニッヒ式、99.568号機以降） | カウンターウェイトブレーキ、蒸気ブレーキ（99 567号機まで）、真空ブレーキ（ケーニッヒ式、99.568号機以降） | カウンターウェイトブレーキ、蒸気ブレーキ（99 567号機まで）、真空ブレーキ（ケーニッヒ式、99.568号機以降） | カウンターウェイトブレーキ、蒸気ブレーキ（99 567号機まで）、真空ブレーキ（ケーニッヒ式、99.568号機以降） | カウンターウェイトブレーキ、蒸気ブレーキ（99 567号機まで）、真空ブレーキ（ケーニッヒ式、99.568号機以降） | カウンターウェイトブレーキ、蒸気ブレーキ（99 567号機まで）、真空ブレーキ（ケーニッヒ式、99.568号機以降） |
| 性能     | 最高速度         | 30 km/h                                                                                                  | 30 km/h                                                                                                  | 30 km/h                                                                                                  | 30 km/h                                                                                                  | 30 km/h                                                                                                  | 30 km/h                                                                                                  |
| 性能     | 出力             | 154 kW                                                                                                   | 154 kW                                                                                                   | 154 kW                                                                                                   | 161 kW                                                                                                   | 161 kW                                                                                                   | 161 kW                                                                                                   |
| 性能     | 牽引力           | 36.3 kN                                                                                                  | 36.3 kN                                                                                                  | 42.1 kN                                                                                                  | 42.1 kN                                                                                                  | 44.1 kN                                                                                                  | 44.1 kN                                                                                                  |
| テンダ   | 石炭積載量       | 1.02 t                                                                                                   | 1.02 t                                                                                                   | 1.02 t                                                                                                   | 1.02 t                                                                                                   | 1.02 t                                                                                                   | 1.02 t                                                                                                   |
| テンダ   | 水積載量         | 2.4 m3                                                                                                   | 2.4 m3                                                                                                   | 2.4 m3                                                                                                   | 2.4 m3                                                                                                   | 2.4 m3                                                                                                   | 2.4 m3                                                                                                   |
| 1. 2. 3. |                  | | | | | | |

### 改造

#### 運用開始後の改造
- 1960年代には後述の全般修繕機化改造および新造機化改造の仕様に準じた部分的な改造が対象外となった機体にも実施されているが、詳細な記録は残されていない[33]。
- 1952年からリューゲン島狭軌路線網で使用されていた本形式のうち5機に列車用の自動空気ブレーキ装置を装備しており、ボイラー上の煙突と蒸気ドーム間に空気タンク3基を、煙室左側に空気圧縮機1基を搭載している[34]。また、1980年と1997年に動態保存機各1機が自動空気ブレーキ装置を搭載している[34]。
- ザクセン州地域の狭軌鉄道では1920年代にシャルフェンベルク式連結器の試験が行われた後、本形式においても徐々にこの連結器への換装が進められて従来の連結器と併用するためのアダプターが用意されたが、交換のペースは遅く、従来のピン・リンク式連結器に再換装される事例もあったほか、後にリューゲン島狭軌路線網とプリーグニッツ狭軌路線網で使用されていた機体は両路線に対応する、中央に緩衝器、その左右にリンク・フックを設置したねじ式連結器に換装されている[35]。
- 1930年より、ラーデボイル東 - ラーデブルク線などで使用する9機に列車の室内灯などに電力を供給するための定格85 V/5 kWの大型タービン発電機を煙突の前部に搭載したが、特に冬季に後述する蒸気暖房を併用した際には運行時のボイラーの蒸気供給が追いつかないことがあったためその後の改造は見送られた[36]。第二次世界大戦後には機関車の灯具類への電力供給用の定格24 V/0.5 kWの小型タービン発電機を煙突横部に搭載し、1950年代には初期に搭載された大型タービン発電機もこの小型のものに換装されている[36]。また、1930年代初め以降、一部の機体に列車用の蒸気暖房装置が設置され、その後、後述の全般修繕機化改造および新造機化改造の際にも多くの機体に蒸気暖房装置が設置されている[36]。

#### 全般修繕機化・新造機化改造
- 1950年代には本形式や9964-71形の老朽化が進み、1959年の時点では今後5 - 7年程度しか使用できないと判断された[37]が、代替となる車軸配置1'D1'の蒸気機関車の導入が実現せず[38]、1961年のV 36 Kディーゼル機関車導入プロジェクトも主に重量超過の問題から中止となった[39]。そのため、本形式と9964-71形に必要な対応を実施して引続き運用することとなり、まずゲルリッツ国営鉄道車両工場[注釈 26]が立案した、ボイラーをハルバーシュタット国営鉄道車両工場製の新造のものに交換する計画が1961年11月13日に承認され、さらに台車枠および台枠を新造のものに交換する計画が承認され、最終的には運転台、水タンク、炭庫なども交換することとなった[37]。新造される台車枠・台枠等は溶接組立となっているが、基本的な設計はオリジナルのままとなっている[40]ほか、ボイラーも基本的な設計はオリジナルのものであるが、缶胴間や缶胴と煙室・火室の接続部が重ね合わせリベット止めから突合わせ溶接となったことや一部板厚の変更に伴う各部寸法の変更により、火格子面積が0.97 m2から1 m2に、全伝熱面積が49.87 m2から47.1 m2に変更となっている[41]。
- 当初25機の改造が計画され、1962年9月には新造ボイラーを搭載した最初の機体が、その後1963年3月からはボイラーに加えて台車枠・台枠等も新造した機体が出場して1965年までに計画された25機の改造が完了した後、1966年にゲルリッツ国営鉄道車両工場製のボイラーを搭載する4機の追加改造が承認されて1967年に完了したほか、1969年に1機に新造ボイラーが搭載されている[39]。新造ボイラーを搭載する改造は「全般修繕機化改造」、ボイラーに加え台車枠・台枠等も換装する改造が「新造機化改造」と呼称されており、前者は8機、後者は22機に実施されている[40]。
- 2000年には2機のボイラーが1960年代の新造ボイラーと同じ図面を使用して製造された新しいのものに交換されている[41]。

## 運行

### 路線
ザクセン公国および同公国エリアの750 mm軌間の路線の路線名および開業年、路線長、最急勾配および最小曲線半径は以下の通りであった。
| 路線網・路線名                                               | 路線網・路線名                                                  | 開業年        | 路線長  | 最急勾配 | 最小曲線半径 |
| ------------------------------------------------------------ | --------------------------------------------------------------- | ------------- | ------- | -------- | ------------ |
| ヴィルカウ＝ハスラウ - カールスフェルト線                    | ヴィルカウ＝ハスラウ - カールスフェルト線                       | 1881 - 97年   | 41.9 km | 50 ‰     | 55 m         |
| フライタール＝ハインスベルク - クアオルト・キップスドルフ線  | フライタール＝ハインスベルク - クアオルト・キップスドルフ線     | 1882 - 83年   | 26.3 km | 27 ‰     | 50 m         |
| ミューゲルン狭軌路線網                                       | オーシャッツ – ミューゲルン – デーベルン線                      | 1884 - 85年   | 30.9 km | 17 ‰     | 80 m         |
| ミューゲルン狭軌路線網                                       | ミューゲルン – ヴェルムスドルフ - ナイヘン線                    | 1888年        | 23.9 km | 17 ‰     | 60 m         |
| ミューゲルン狭軌路線網                                       | オーシャッツ – シュトレーラ線                                   | 1891年        | 11.9 km | 25 ‰     | 100 m        |
| ミューゲルン狭軌路線網                                       | ネビッツェン - クロップテヴィッツ線                             | 1903年        | 6.3 km  | 20 ‰     | 80 m         |
| ミューゲルン狭軌路線網                                       | マーティッツ＝ゲーベルステーレ - デーベルン＝ゲルティッツ線     | 1911年        | 20.6 km |          |              |
| ラーデボイル東 - ラーデブルク線                              | ラーデボイル東 - ラーデブルク線                                 | 1884年        | 16.6 km | 17 ‰     | 70 m         |
| クロチェ - ケーニッヒスブリュック線                          | クロチェ - ケーニッヒスブリュック線                             | 1884年        | 19.5 km |          |              |
| ツィッタウ – ヘルムスドルフ線                                | ツィッタウ – ヘルムスドルフ線                                   | 1884 - 1900年 | 15.7 km | 27 ‰     | 75 m         |
| モーゼル - オルトマンスドルフ線                              | モーゼル - オルトマンスドルフ線                                 | 1885年        | 13.9 km | 18 ‰     | 100 m        |
| ヴィルスドルッフ狭軌路線網                                   | フライタール＝ポツチャッペル - ノッセン線                       | 1886 - 99年   | 38.8 km | 34 ‰     | 60 m         |
| ヴィルスドルッフ狭軌路線網                                   | クリンゲンベルク＝コルムニッツ – フラウエンシュタイン線         | 1898年        | 19.7 km | 32 ‰     | 100 m        |
| ヴィルスドルッフ狭軌路線網                                   | マイセン＝トリービッシュタール - ヴィルスドルッフ線             | 1909年        | 17.6 km |          |              |
| ヴィルスドルッフ狭軌路線網                                   | フライタール＝ポツチャッペル - フライタール＝ハインスベルク線   | 1913年        | 3.3 km  | 27 ‰     | 100 m        |
| ヴィルスドルッフ狭軌路線網                                   | クリンゲンベルク＝コルムニッツ – オーバーディットマンスドルフ線 | 1921 - 23年   | 18.5 km | 32 ‰     | 95 m         |
| トゥーム狭軌路線網                                           | ヴィリッシュタール- トゥーム線                                  | 1886年        | 13.5 km | 33 ‰     | 58 m         |
| トゥーム狭軌路線網                                           | シェーンフェルト＝ヴィーザー –マイナースドルフ線                | 1888 - 1911年 | 29.9 km | 33 ‰     | 60 m         |
| グリューンシュテットゥ - オーバーリッタースグリュン線        | グリューンシュテットゥ - オーバーリッタースグリュン線           | 1889年        | 9.4 km  | 33 ‰     | 80 m         |
| ハイデナウ –アルテンベルク線                                 | ハイデナウ –アルテンベルク線                                    | 1890年        | 41.5 km | 33 ‰     | 80 m         |
| ツィッタウ – クアオルト＝オイビン/クアオルト＝ヨンスドルフ線 | ツィッタウ – クアオルト＝オイビン/クアオルト＝ヨンスドルフ線    | 1890年        | 16.1 km | 33 ‰     | 80 m         |
| ヴォルケンシュタイン - イェーシュタット線                    | ヴォルケンシュタイン - イェーシュタット線                       | 1892年        | 24.3 km | 25 ‰     | 80 m         |
| タウベンハイム - デュルヘナースドルフ線                      | タウベンハイム - デュルヘナースドルフ線                         | 1892年        | 12.0 km | 25 ‰     | 100 m        |
| ヘルンフート - ベルンシュタット線                            | ヘルンフート - ベルンシュタット線                               | 1893年        | 10.1 km | 25 ‰     | 100 m        |
| ヘッツドルフ – グロースヴァルタースドルフ線                  | ヘッツドルフ – グロースヴァルタースドルフ線                     | 1893 - 1916年 | 13.6 km | 29 ‰     | 100 m        |
| ゴースドルフ＝コールミューレ – ホーンシュタイン線            | ゴースドルフ＝コールミューレ – ホーンシュタイン線               | 1897年        | 12.1 km | 33 ‰     | 100 m        |
| ムルダ – ザイダ線                                            | ムルダ – ザイダ線                                               | 1897年        | 15.5 km | 33 ‰     | 100 m        |
| クランツァール – クアオルト＝オーバーヴィーゼンタール線      | クランツァール – クアオルト＝オーバーヴィーゼンタール線         | 1897年        | 17.4 km | 33 ‰     | 65 m         |
| ロンマッチュ - マイセン＝トリービッシュタール線              | ロンマッチュ - マイセン＝トリービッシュタール線                 | 1909年        | 24.0 km |          |              |
| 1. 2. 3. 4. 5. 6. 7.                                         |                                                                 |               |         |          |              |

### 1890-1940年代
- 本形式は従来の形式よりも軸重が大きいため、導入に際して軌道強化等の対応が必要な路線があったが、1910年頃にかけて順次III K型などを置換えており、1925年過ぎ頃にI K型やIII K型は全機が予備機となっている。ザクセン地域の狭軌鉄道は重要なインフラとなっており、特に1920年代以降のロールワーゲンの導入により標準軌の貨車を荷物の積替え無しにそのまま狭軌鉄道線に乗入れることが可能になって輸送量は大幅に増加したが、そのための軌道や橋梁の強化、建築限界の拡大のために大きな投資が実施され、これに応じてメンテナンスの費用も増加していた[4]。
- 第一次世界大戦においては本形式5機が貨車22両ととも第9軍用鉄道総局[注釈 27]に供出され、ドイツ鉄道第6中隊[注釈 28]に配置された[44]。
- 1930年代にはドレスデン鉄道局の750 mm路線網はドイツ最大の狭軌路線網となっており、1937年12月31日時点での総延長は532.07 kmとなっていた[45]。その頃には自動車輸送が発達によっていくつかの路線で輸送量の低下が見られるようになって一部路線の廃止も検討されたが、第二次世界大戦の開戦に伴うガソリンや軽油の配給制の実施に伴い再度狭軌路線網の重要性が増していった一方で、資材や労働力不足に伴い車両やインフラの整備は不十分な状況となっていった[45]。
- 1901-07年にザクセン機械工場製で車軸配置DのV K型9機が導入されてハイデナウ –アルテンベルク線（通称ミュグリッツタール線）のIV K型を置き換えているが、その他の路線ではIV K型が引続き主力として運用されていた。しかしその後、1918-27年に車軸配置Eで過熱式のVI K型15機および増備形9967-71形42機[注釈 29]が、1928-33年にはさらに大型で車軸配置1'E1'の9973-76形32機の合計89機が順次導入されており、1920年代にクランツァール – クアオルト＝オーバーヴィーゼンタール線、フライタール＝ハインスベルク - クアオルト・キップスドルフ線、ツィッタウ – クアオルト＝オイビン/クアオルト＝ヨンスドルフ線、ヴィルスドルッフ狭軌路線網、トゥーム狭軌路線網等で、1930年代にはラーデボイル東 - ラーデブルク線等で本形式が順次置換えられ、本形式は軸重の関係で大型の機体が使用できないエルツ山地方面のミューゲルン狭軌路線網などの本数の少ない支線区間で運用されるようになっていた[46]。
- 1920-30年代にはラーデボイル東 - ラーデブルク線で列車用85 V発電機や真空ブレーキ装置、列車用蒸気暖房装置を装備した機体が運用されていた一方で、その他の路線では原形に近い近い形態の機体も運用される[46]など、路線ごとの形態の差異が見られるようになっていた一方で、99 517号機が1926年に事故廃車になって以降、1930年代にはボイラーの老朽化により計10機が、事故等により計5機が廃車となっている[46]。
- 第二次世界大戦ではザクセン地域の狭軌鉄道に直接的な戦災被害はなかったが、ポーランド侵攻後にその地域の鉄道を管轄していたクラクフの東部鉄道総局[注釈 30]に、廃車となっていた機体を再整備した2機を含む本形式計7機が1941-42年に供出された[47]ほか、ドレスデン国営鉄道車両工場に入場していた1機が1945年2月の空襲被害により廃車となった[47]。
- ドイツが降伏した同年5月にはケムニッツ国営鉄道車両工場で整備後にツィッタウ機関区に輸送途上であった本形式1機が、それまでドイツに併合されていた現チェコのチェスカー・リーパで鹵獲されてチェコ国鉄に引渡されている[47]。さらに、ソビエト連邦への戦争賠償の一環として、在独ソ連軍政府[注釈 31]の命令によりタウベンハイム - デュルヘナースドルフ線とヘルンフート - ベルンシュタット線のそれぞれ一部区間が1945年9-10月に廃止され、解体された両路線の資材とともに両路線で使用されていたIV K型も接収され[48]、これとは別に接収された3機[49]とともに計8機がソビエト連邦へ移されている[47]。
- こういった経緯を経て、1947年1月1日時点でドレスデン鉄道局に残存していた本形式は57機に減少していたが、9964-71形と9973-76形も同様に在独ソ連軍政府の命令により一部機体が接収されて機材が不足したことと、終戦後の輸送量の増加に伴い、本形式は後継機に置換えられていたクランツァール – クアオルト＝オーバーヴィーゼンタール線などでも再度運用されるようになっていた[49]。

### 1950-60年代
- 1951年には一部の路線が廃止され[注釈 32]、使用されていた機材はドレスデン鉄道局の他の路線に転用されて不足していた機材の補充に廻されている[50]。さらに、1952年からは損耗したザクセン州の狭軌鉄道用機材の補充として人民公社カール・マルクス機関車工場[注釈 33]製で車軸配置1'E1'の9977-79形26機が導入さた。一方で、本形式では遅延や故障につながるような状態の悪化が見られる機体が増加したため[51]ドレスデン鉄道局では代替となる機関車の導入を要望しており、9977-79形の設計をベースとした車軸配置1'D1'の蒸気機関車の設計が進められたが、製造段階には移行しなかった[38]。
- 1950年代にはザクセン州の狭軌鉄道の輸送量は1930年代のそれを超えて最盛期を迎えたが、ドイツ社会主義統一党は1956年の第3回党大会において交通政策の転換を図って自動車を輸送の中心とすることを決定し、ザクセン州の狭軌鉄道においても自動車やオートバイの普及により1950年代末から利用客数は減少に転じていた[50]。さらに、1964年5月の閣僚会議において、貨物輸送も自動車輸送に移行することが決定され、ドレスデン鉄道局の「社会主義狭軌鉄道作業部会[注釈 34]」においても1975年までに管内の狭軌鉄道をすべて廃止することが提言された[50]。これを受けてまず1964年12月14日にミューゲルン - デーベルン間の旅客列車が廃止され、1972年末にはドレスデン鉄道局の狭軌鉄道の営業距離は152.8 kmまで縮小されていた[52]。一方で、沿線の道路整備状況や自動車の不足により存続させなければならない路線も多く、これらの路線の運行は廃線となった路線から転用された機材により補われたが、9977-79形などが使用できない低規格の路線においては老朽化の進んだ本形式が引続き使用されることとなり[51]、1961年のV 36 Kディーゼル機関車プロジェクトの失敗により代替する新機材の導入も実現しなかったため、前述の全般修繕機化改造および新造機化改造が1962-68年に計30機に実施されている[39]。
- 1950年代前半の時点では、ドレスデン鉄道局管内の本形式は主にヴィルカウ＝ハスラウ - カールスフェルト線、グリューンシュテットゥ - オーバーリッタースグリュン線、ミューゲルン狭軌路線網で使用され、少数がヘッツドルフ – エッペンドルフ間（ヘッツドルフ – グロースヴァルタースドルフ線の一部）、ムルダ – ザイダ線、ヴォルケンシュタイン - イェーシュタット線で使用されていた[53]。これらの機体は月間走行距離が4700 - 5000 kmに至っていたため、本形式の損耗防止のためにドレスデン鉄道局は重量列車の牽引に老朽化の進んだ本形式を使用しないよう通達をしていた[53]が、1959年に老朽化の進んだ1機が廃車となったのをはじめとして、1966-68年に計20機が廃車となっている[30]。
- 一方、ザクセン州地域以外の狭軌鉄道においても軽量機の需要があり、1951年以降、ナウェン - ゼンツケ - クリーレ線、イェリホー I地区狭軌路線網、リューゲン島狭軌路線網、プリーグニッツ狭軌路線網の4路線で本形式の試験運行が実施され、ドイツ最大の島の路線網であるリューゲン島狭軌路線網に延べ17機、現在のブランデンブルク州のプリーグニッツ狭軌路線網に3機がドレスデン鉄道局からそれぞれ転用されているほか、ザクセン＝アンハルト州の人民公社マンスフェルト・コンビナート[注釈 35]の専用鉄道に1951-54年の間に断続的に貸出されている[54]。

### 1970年代以降
- 1970年代初頭に東ドイツ国鉄は、自動車や道路整備財源不足、一部自治体からの反対により[52]、狭軌路線を自動車輸送へ転換する方針を修正し、当時残存していた輸送量の大きい路線を技術史的・文化的遺産や観光資源の意味合いも含めて[55]存続させることとし、ザクセン州の路線では1972年9月5日にフライタール＝ハインスベルク - クアオルト・キップスドルフ線、ラーデボイル東 - ラーデブルク線、クランツァール – クアオルト＝オーバーヴィーゼンタール線、ツィッタウ – クアオルト＝オイビン/クアオルト＝ヨンスドルフ線の4路線の営業を継続することが決定された[52]。一方、1973年当時でまだ本形式が運用されていたヴォルケンシュタイン - イェーシュタット線、オーシャッツ – ミューゲルン – ケムリッツ間（オーシャッツ – ミューゲルン – デーベルン線の一部）、シェーンハイデ南 - シュトゥツェングリュン間（ヴィルカウ＝ハスラウ - カールスフェルト線の一部）については、石炭等の輸送で代替手段がなかったオーシャッツ – ミューゲルン – ケムリッツ間以外は廃止の予定であった[55]。
- 本形式は、リューゲン島狭軌路線網では1970年3月に、プリーグニッツ狭軌路線網では1971年秋に配置がなくなり、ドレスデン鉄道局管内のみの配置となっていたが、その中でも全般修繕機化改造もしくは新造機化改造を実施していない原型の機体は1973年1月1日時点で2機のみとなっており、1975年11月に最後に残った99 599号機が廃車となっている[56]。その後、1975年秋にローテンキルヒェン - シェーンハイデ南間とオーシャッツ – ミューゲルン間の旅客列車が廃止されて1976年1月1日時点では18機が稼働状態にあったが使用は7運用のみとなっていた[57]。さらに、翌1977年春にはシェーンハイデ南 - シュトゥツェングリュン間（ヴィルカウ＝ハスラウ - カールスフェルト線の一部）の貨物輸送が廃止されたため、本形式はオーシャッツ – ミューゲルン – ケムリッツ間（オーシャッツ – ミューゲルン – デーベルン線の一部）とヴォルケンシュタイン - イェーシュタット線の運用となっている[57]。
- その後、1980年1月1日時点では15機が残存していた[58]が、1980年代初頭にはドレスデン鉄道局は本形式を中期的には全廃することとしていた[59]。しかし、1981年に東ドイツで始まった石油・エネルギー危機[注釈 36]の影響により、廃止予定であったオーシャッツ – ミューゲルン – ケムリッツ間（オーシャッツ – ミューゲルン – デーベルン線の一部）が代替交通手段が確保できずに存続することとなったことなどから本形式の廃車計画も変更となり、引続き使用されることとなった[59]。
- 東西ドイツ国鉄の統合を見越した1992年1月1日の称号改正では13機が099 701 - 713号機となったが、このうち3機はすでに廃車済みの機体で、さらに同年6月には2機が廃車となったため、1993年時点で使用されていたのは以下の8機となっていた[60]。
  - 099 701, 703, 705, 707, 709, 711[注釈 37], 712, 713（旧番はそれぞれ99 539, 561, 564, 574, 584, 586, 606, 608）
- 1994年1月1日に東西ドイツ国鉄が統合されて発足したドイツ鉄道には以下の4機が承継されたが、2000年6月に099 701, 711号機が廃車となり、残る099 705, 713号機がフライタール＝ハインスベルク - クアオルト・キップスドルフ線とラーデボイル東 - ラーデブルク線の運営をドイツ鉄道から引継いだドイツ鉄道の子会社の中部ドイツ鉄道清掃[注釈 38]に譲渡されている[61]。
  - 099 701, 705, 711, 713（旧番はそれぞれ99 539, 564, 586, 608）
- その後、ドイツのザクセン州の750 mm軌間の路線は6路線が地域資本の入った運営会社による定期運行をしているほか、4路線が博物館鉄道として運行をしている。定期運行をしている路線は以下の通り[52]。
  - ザクセン蒸気鉄道[注釈 39]（1998年設立）
    - クランツァール – クアオルト＝オーバーヴィーゼンタール線
    - ラーデボイル東 - ラーデブルク線
    - フライタール＝ハインスベルク - クアオルト・キップスドルフ線

  - ザクセン・オーバーラウジッツ鉄道[注釈 40]
    - ツィッタウ – クアオルト＝オイビン/クアオルト＝ヨンスドルフ線

  - デルニッツ鉄道[注釈 41]
    - オーシャッツ – ミューゲル間（オーシャッツ – ミューゲルン – デーベルン線の一部）
    - ミューゲルン – グロッセン間（ミューゲルン – ヴェルムスドルフ - ナイヘン線の一部）
- 本形式はザクセン蒸気鉄道が2機、ザクセン・オーバーラウジッツ鉄道が1機、デルニッツ鉄道が2機を保有しているがいずれも動態保存機であり、これらの路線の主力は9973-76形、9977-79形となっている。また、計22機が保存されており、2012年にはこのうち9機が稼働していた[61]。

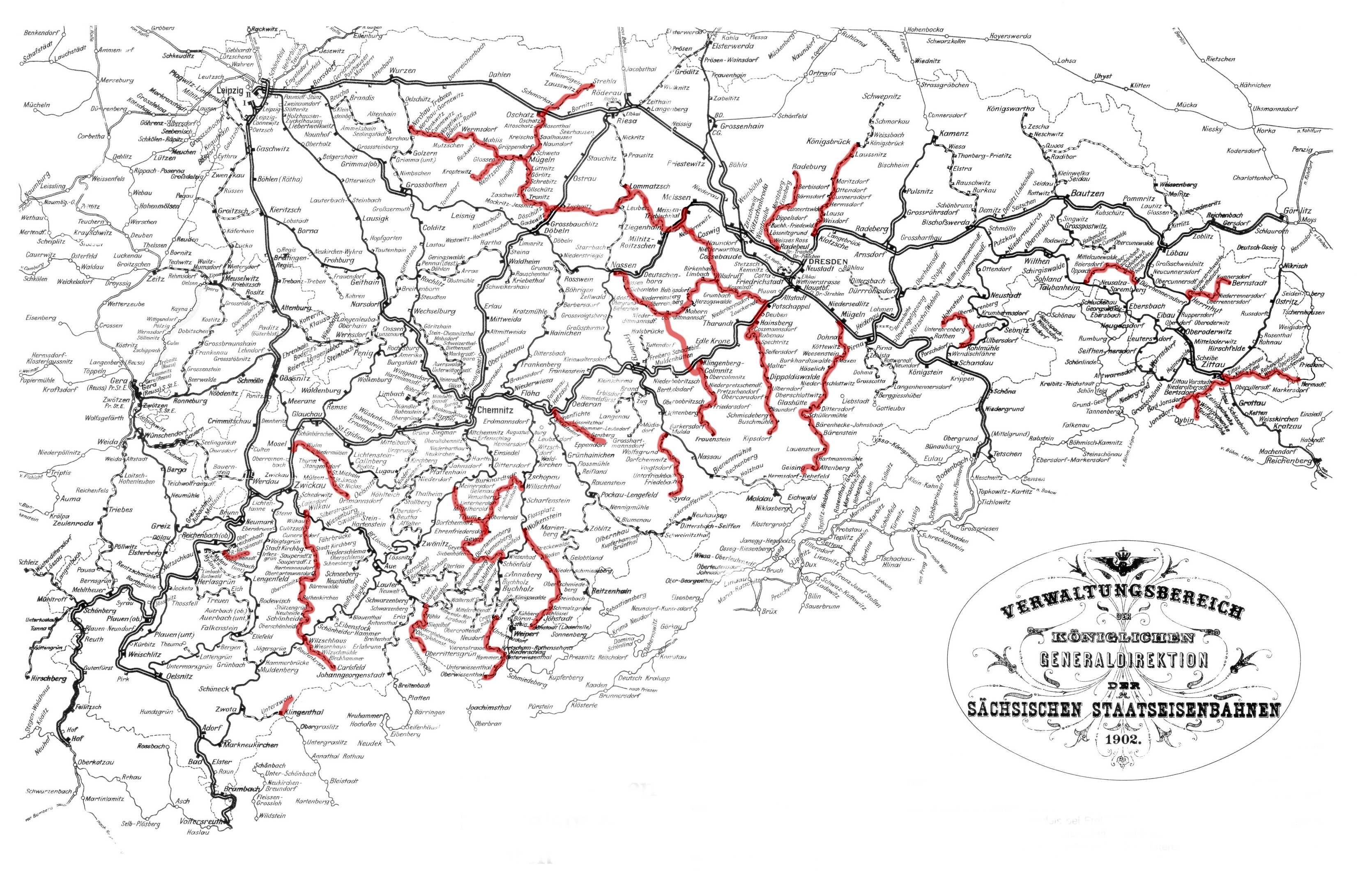
1902年時点のザクセン公国の鉄道網、狭軌路線を赤色で表示
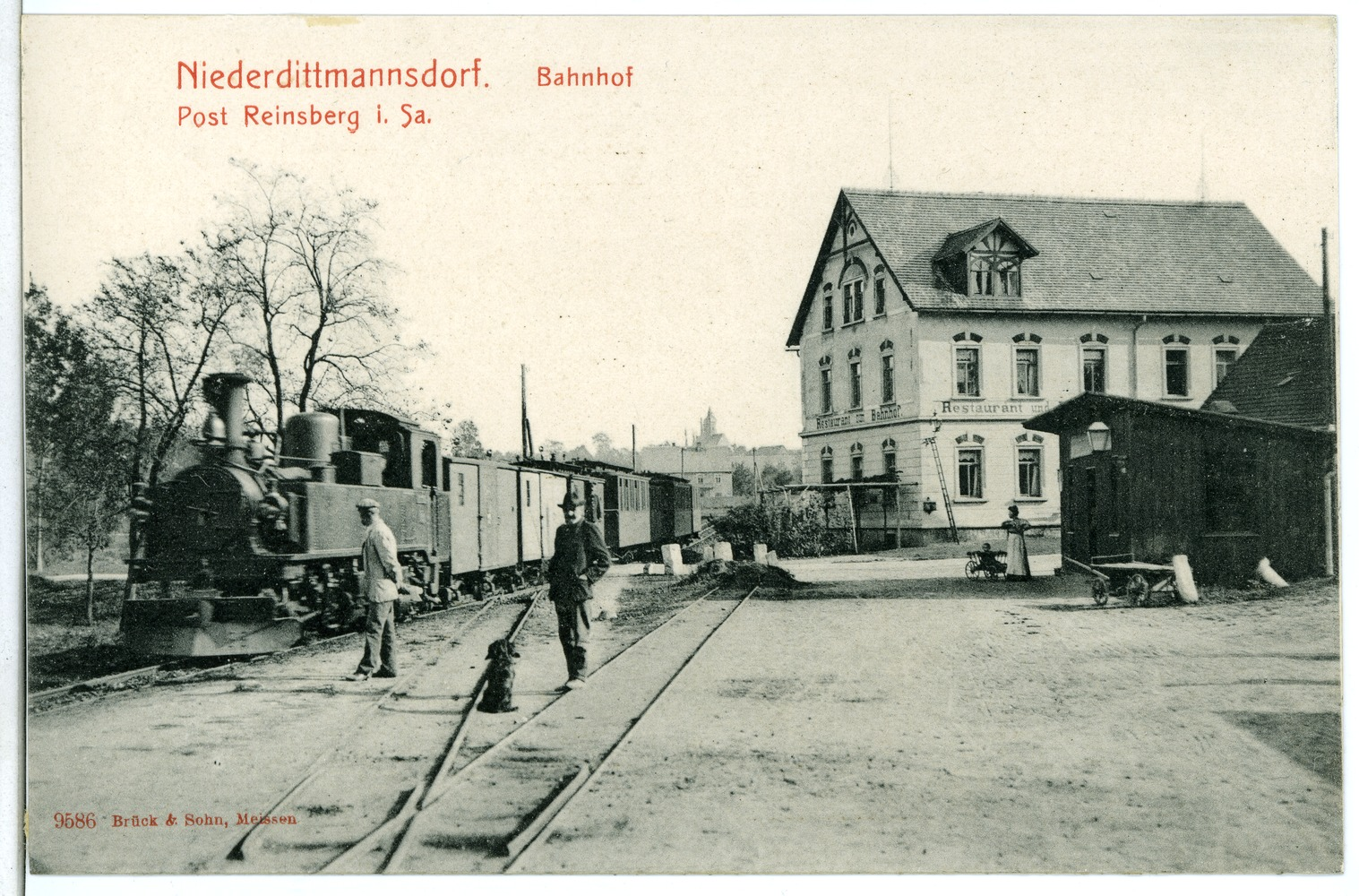
混合列車を牽引するIV K型、ニーダーディットマンスドルフ駅、1908年頃の絵葉書
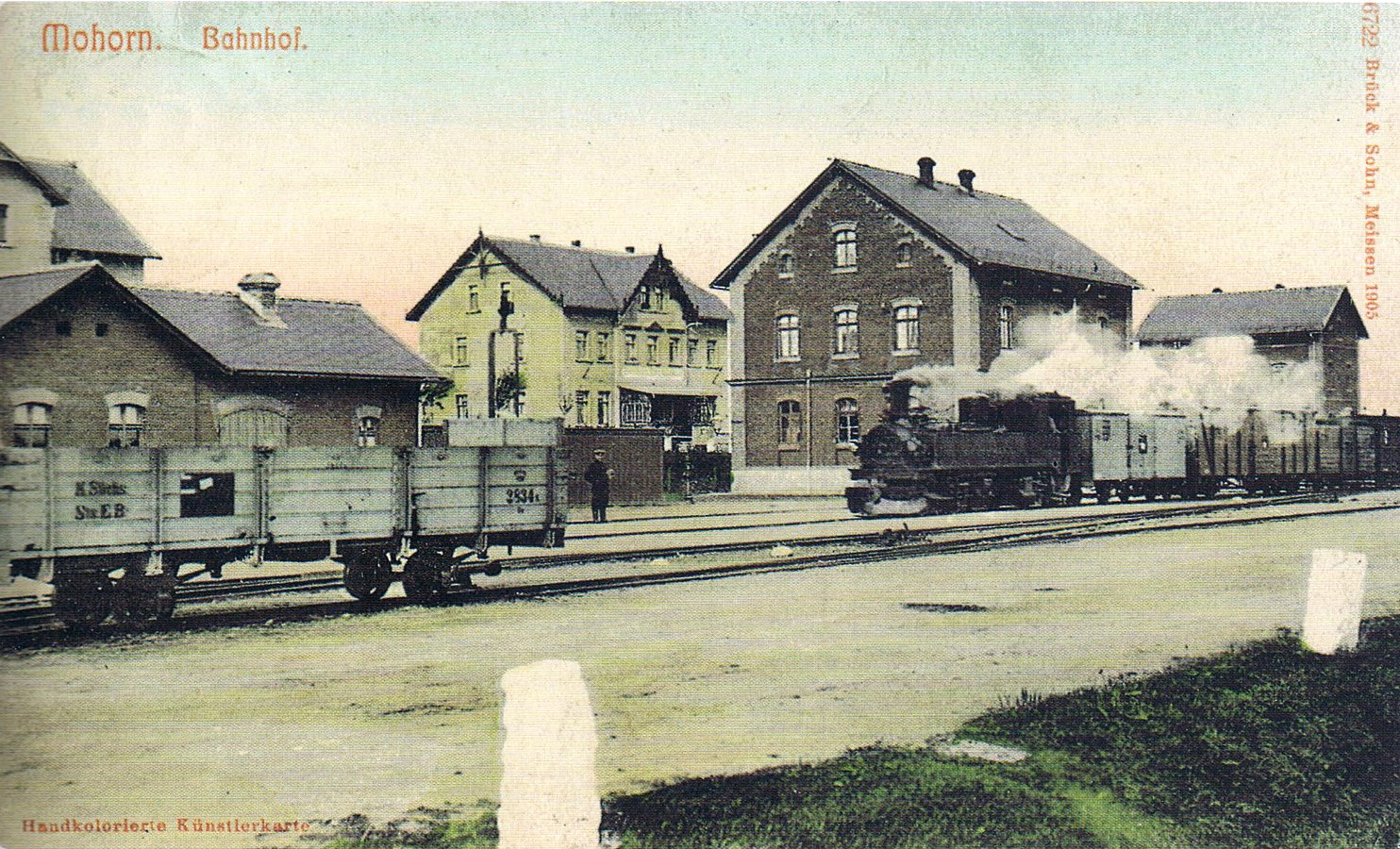
混合列車を牽引するIV K型、モホルン駅、1908年頃の絵葉書
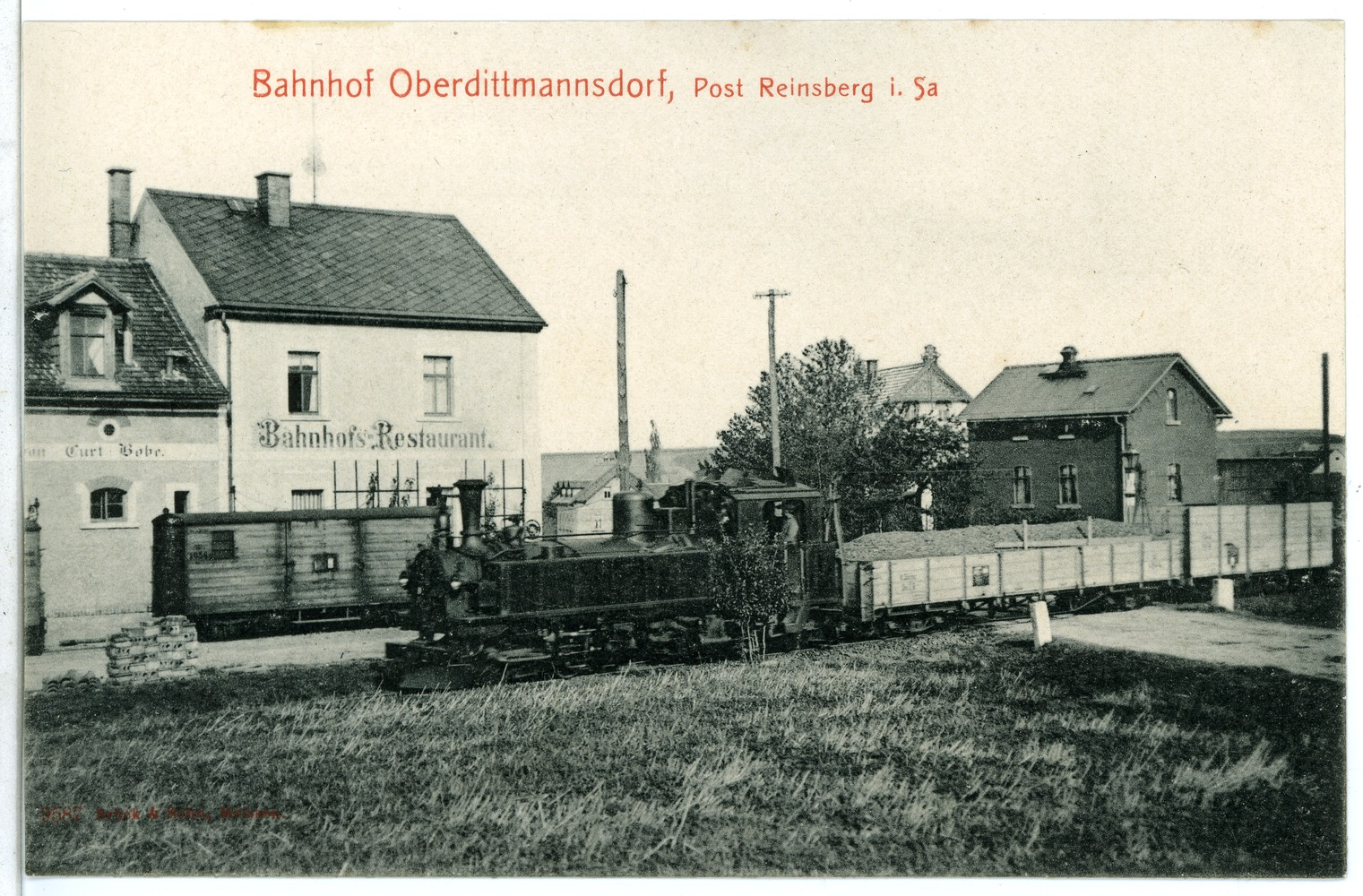
混合列車を牽引するIV K型、オーバーディットマンスドルフ駅、1908年頃の絵葉書
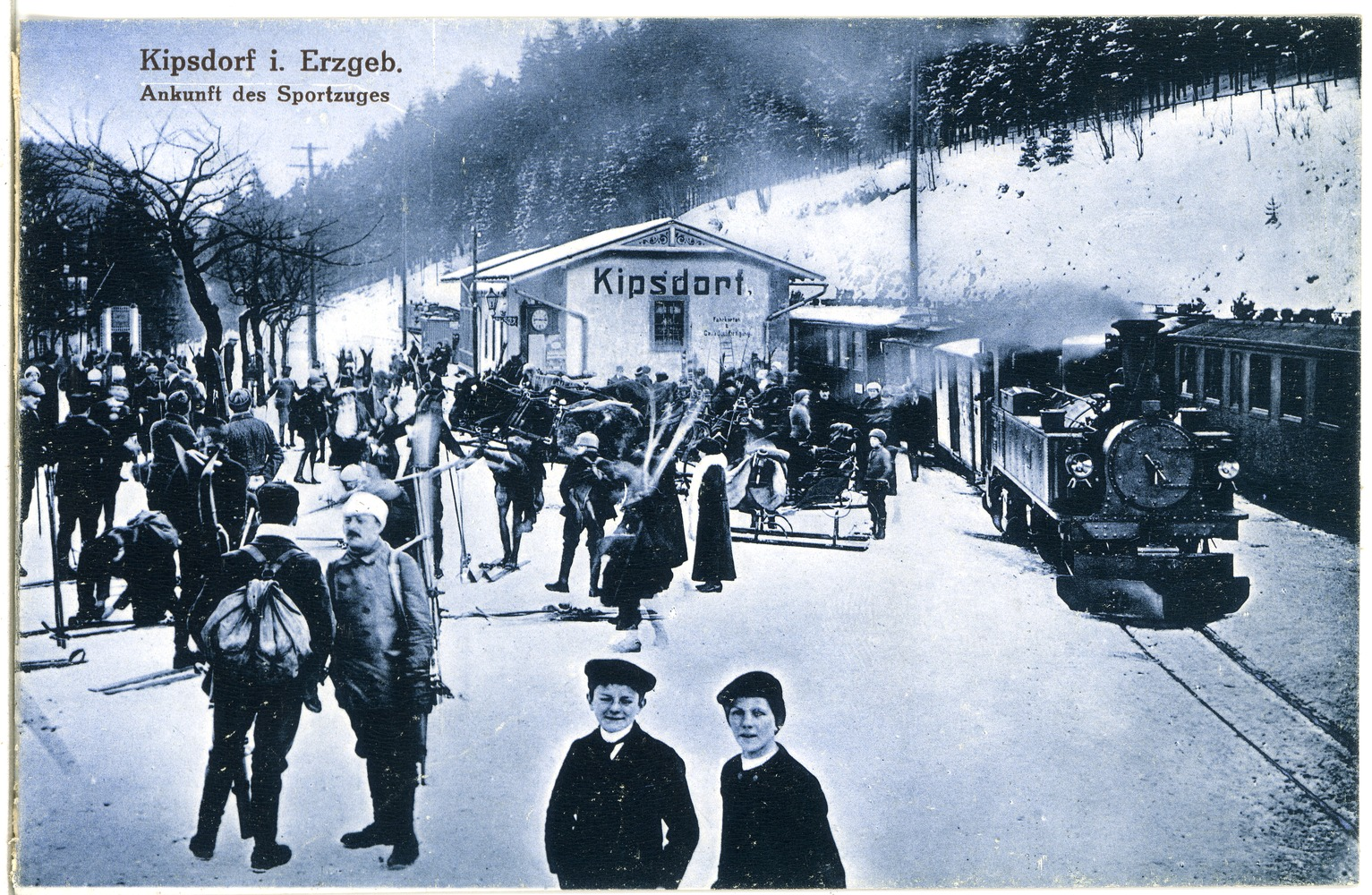
スキー客輸送列車を牽引するIV K型、ニーダーディットマンスドルフ駅、1920年頃の絵葉書
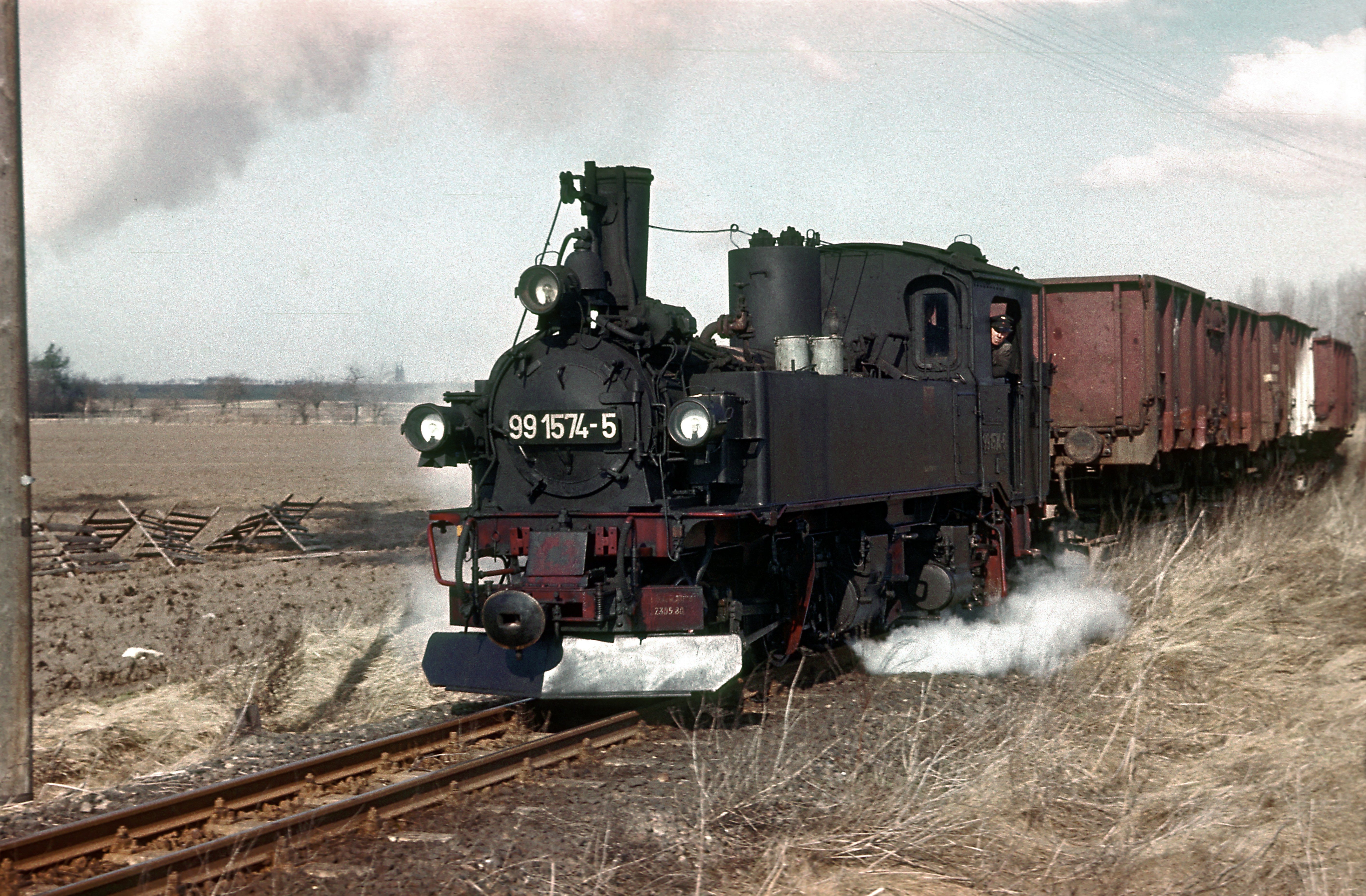
標準軌貨車を搭載したロールワーゲンを牽引する99 1574号機、ミューゲルン駅付近、1982年
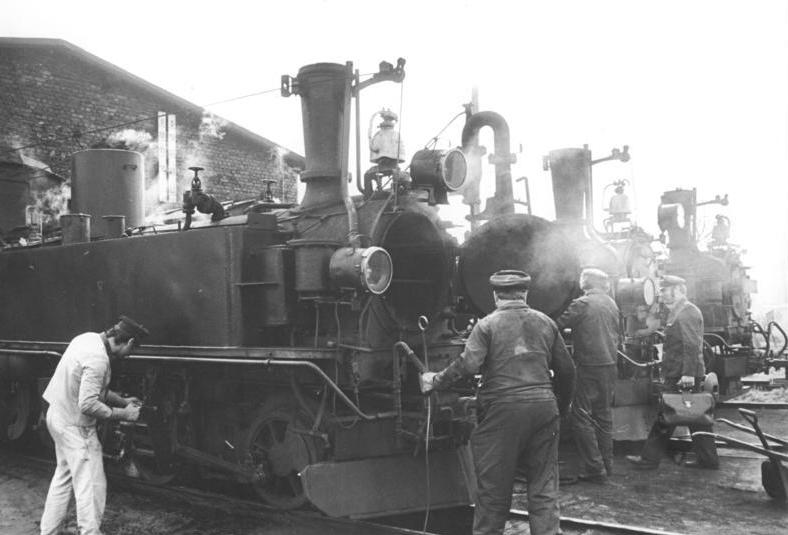
ミューゲルンの機関庫で整備中の9951-60形、1984年
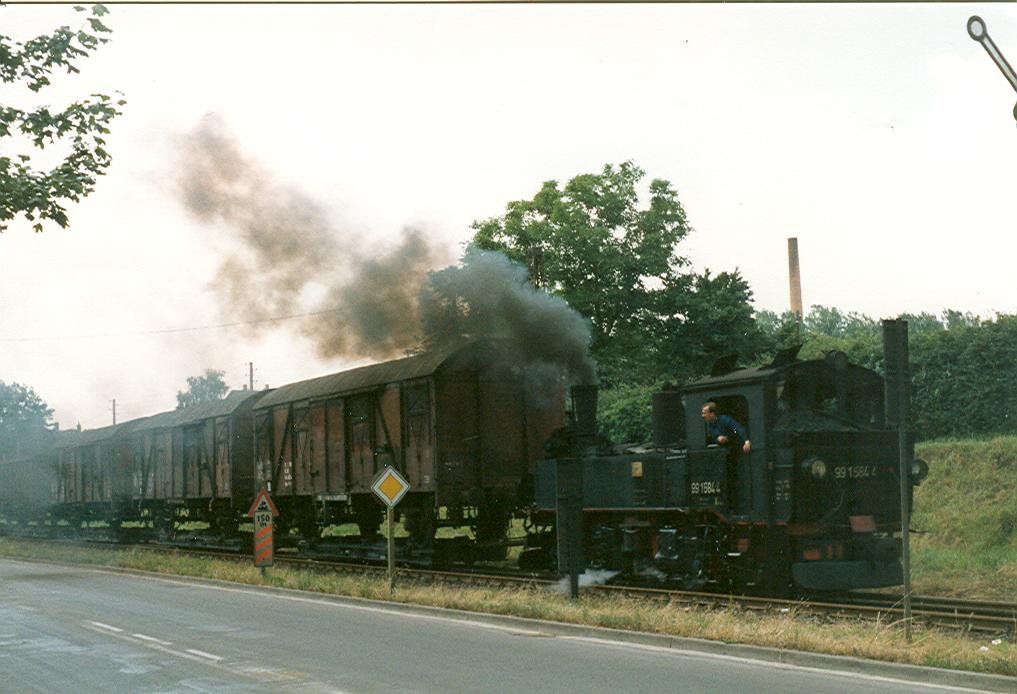
標準軌貨車を搭載したロールワーゲンを牽引する9951-60形、オーシャッツ駅付近、1991年

### 称号改正
- 1968年1月1日に西ドイツ国鉄の形式称号改正によりにコンピューターナンバーが導入されて狭軌用の99型蒸気機関車は099形となったが、追って1970年に同様の形式称号改正・コンピューターナンバー化を実施した東ドイツ国鉄の99形は、形式をそのままとする代わりに機番を3桁から4桁に変更することとなり、750 mm軌間の機体は千の位に1もしくは4を、900 mm軌間では2を、1000 mm軌間では5 - 7をそれぞれ付加することとなった。これに伴い本形式もこの時点で残存していた機体は千の位に1を付加して99 1516...1608号機となっている。
- 東西ドイツ国鉄の統合を見越した1992年1月1日の東ドイツ国鉄の形式称号改正においては、狭軌用蒸気機関車は99形から西ドイツ国鉄と同じ099形[注釈 42]に変更され、機番については750 mm軌間の機体には700番台が新たに割当てられて、ザクセン州地域ほかの本形式の当時残存していた機体に701から、9964-65形、9964-71形、9973-76形、9977-79形の同じく当時残存していた機体に720から通し番号が付与された。本形式は13機が099 701 - 713号機となっているが、新番号を実機に反映していない機体もあり、また、前述の狭軌鉄道の運営会社変更に伴い1970年代以前の番号のままとしている機体もある[60]。

### メンテナンス
- 王立ザクセン邦有鉄道時代にはIV K型の整備はドレスデン＝フリードリッヒシュタット工場とエンゲルスドルフ工場が担当し、ドイツ国営鉄道となった当初は、1925年に国営鉄道車両工場となったフリードリヒシュタット国営鉄道車両工場が、1932年からはケムニッツ国営鉄道車両工場が整備を実施している[62]。
- 第二次世界大戦直後は国鉄工場が標準軌用機関車の整備だけで能力一杯となっていたため、狭軌用蒸気機関車の整備は民間の機械工場に委託されていたほか、1950年代には、キルヒベルク、トゥーム、ノッセン、ヴァーレン（ミューリッツ）などの車両基地で大規模整備（L2[注釈 43]およびL3[注釈 44]）が行われた[62]。また、1948年にはゲルリッツ近郊のシュラウロート機関区で狭軌用蒸気機関車の整備が開始され、1955年以降は全ての狭軌用蒸気機関車の整備が行われたが、同工場はいくつかの組織変遷を経た後、1998年に閉鎖されており[62]、その後はマイニンゲン蒸気機関車工場[注釈 45]が整備を引継いだほか、民間のMaLoWa鉄道工場[注釈 46]も整備に関わっている[63]。

### ドイツ国外での運用
- ドイツ降伏に伴い1945年5月に鹵獲されてチェコ国鉄に引渡された99 554号機は同国鉄でU 99.554号機となり、1949年には同国内で石灰石を輸送する専用鉄道に売却されて1953年まで使用され、その後1年程度は定地ボイラーとして使用された[47]。
- 第一次世界大戦時に第9軍用鉄道総局に供出され、ドイツ鉄道第6中隊に配置された本形式5機は1917年2月から12月まで当時オーストリア＝ハンガリー帝国領であったトランシルヴァニア地方の、ルーマニア戦線に至るルートの一部となる軍用鉄道で使用された後、路線と車両はオーストリア=ハンガリー帝国軍用鉄道[注釈 47]に譲渡された[44]。この5機のその後の経過については諸説があるが、以下の通りであったとされている[64]
  - 123号機：1918年にトランシルヴァニア地方を占領し、その後1920年に併合したルーマニア王国に鹵獲されてトランシルヴァニア森林鉄道の3号機となった。さらに北トランシルヴァニアがウィーン裁定によってハンガリー王国に割譲されたことに伴い、同年12月に同機はハンガリー国鉄[注釈 48]に編入されて495.001号機となり、第二次世界大戦後には同国内のNagybátony石炭工場専用線の2号機となって1961年まで使用され、1965年に解体された。
  - 139号機：1918年にオーストリア=ハンガリー帝国が運営するセルビア地方の760 mm軌間のZabrež - バリエボ/ムラデノバツ線で試用された後、同地方のセルビア人・クロアチア人・スロベニア人王国鉄道[注釈 49]（1929年にユーゴスラビア国有鉄道[注釈 50] に名称変更）に譲渡されて13015号機となり、1933年に90形の90-008号機に改番されて1965年までユーゴスラビア鉄道[注釈 51]のベオグラード近郊路線で使用され、1968年に解体された。
  - 147号機：1920年代にはソバタ周辺のルーマニア森林鉄道の5号機として使用されており、その後第二次世界大戦中にハンガリー王国内に移動されたとされているが、その後の履歴は明確ではない。
  - 148号機：第二次世界大戦終戦の時点ではルーマニア王国内にあり、ルーマニア鉄道[注釈 52]では機体にIV K-148の表記をした状態で使用されていたが、1968年もしくは1974年に解体されたとされている。
  - 174号機：123号機とともにトランシルヴァニア森林鉄道の4号機として使用された後、1944年にはハンガリー国内のNagybátony石炭工場専用線の6号機となって1964年まで使用され、1965年に解体された。
- 同じく第一次世界大戦中、当時オーストリア=ハンガリー帝国領であったガリツィア地域では、1915年にドイツ軍により軍用鉄道が建設されて、現ウクライナのリヴィウにあった帝立王立国有鉄道レンベルク鉄道局[注釈 53]によって運行されており、通常時は152号機、162号機を含む本形式4機が、最大で14機が使用されていたとされている[47]。
- 1916-18年の間にドイツ軍によりセルビアの採石輸送軌道にIII K型数機とIV K型の150号機が提供されたが、全機がザクセンに戻されている[47]。
- 第二次世界大戦後に戦争賠償としてソビエト連邦に提供された8機（99 518, 521, 522, 523, 524, 546, 558, 571号機）は現在のウクライナで使用されており、このうち旧99 558号機は1955年に解体されている[47]。